# Râul Mostiștea
Râul Mostiștea este un curs de apă din România, afluent al Dunării după ce alimentează Lacul Iezerul Mostiștea. Valea Mostiștei este încadrată în subregiunea geomorfologică Argeș - Valea Sărății - Mostiștea, care este definită ca o câmpie ce face tranziția dintre partea mai înaltă din vest și cea mai joasă din est. Această subregiune este considerată o zonă de tranziție spre dealuri și cea mai întinsă câmpie de divagare. Valea se află în Câmpia Mostiștei, fiind mărginită la nord de Câmpia Vlăsiei, la est de Câmpia Bărăganului, la sud de fluviul Dunărea și la vest de Câmpia Burnazului. Zona are mai multe subdiviziuni: Câmpul Vânătei, Câmpul Belciugatele, Câmpul Mostiștei de Sus, Câmpul Cogealac-Burduf și Câmpul Ciornulesei. Bazinul hidrografic al Văii Mostiștea are o suprafață de 1734 km², ceea ce-l califică a fi cel mai mare bazin din Câmpia Română. În ziua de astăzi, cursul râului este unul lin datorită lucrărilor de amenajare hidrografică care s-au făcut și care l-au transformat într-un sistem de circa 150 de lacuri artificiale. Lungimea totală a cursului este de 92 km. Numele văii vine de la cuvântul de origine slavă most, cu înțelesul de pod, fapt care induce sensul de vale cu poduri.
Valea Mostiștei a făcut obiectul unui program de fotografiere aeriană, derulat de cIMeC după anul 2010, prin care s-a dorit depozitarea tuturor datelor privitoare la numeroasele situri arheologice care se regăsesc pe întregul curs al râului. S-a avut în vedere starea de conservare a acestora, impactul pe care factorul antropic îl are asupra regiunii, implicit al mediului, precum și crearea unei baze de date ArcGis pentru facilitarea accesului la datele culese din teren. Se regăsesc aici urme ale culturilor Boian, Gumelnița, La Tène, Cernavodă, Hallstatt și Cultura Sântana de Mureș-Cerneahov.
Valea Mostiștea a fost declarată Arie de Protecție Specială Avifaunistică prin Hotărârea  de Guvern nr. 1284 din 24 octombrie 2007 (privind declararea ariilor de protecție specială avifaunistică ca parte integrantă a rețelei ecologice europene Natura 2000 în România) și se întinde pe o suprafață de 6.578 hectare.
Următoarele localități sunt situate de-a lungul râului de la punctul de izvorâre până la cel de vărsare prin Canalul Dorobanțul: Dascălu, Petrăchioaia, Sinești, Belciugatele, Fundulea, Tămădău Mare, Sărulești, Gurbănești, Valea Argovei, Frăsinet, Dorobanțu, Mânăstirea.

## Cadrul natural al Văii Mostiștea

### Încadrare zonală
Valea Mostiștei are o lungime de circa 92 de kilometri și se află în zona de sud-est a Câmpiei Române. Din cauza unor procese naturale de eroziune care s-au combinat de-a lungul timpului cu acțiunile antropice, s-au format în lungul văii o mulțime de lacuri de tip mostiște. Numele văii vine de la cuvântul de origine slavă most, cu înțelesul de pod, fapt care induce sensul de vale cu poduri. Pe partea dreaptă a văii se află o câmpie înaltă care poartă numele de Câmpia Ciornulesei sau de Bărăganul Mostiștei. Aceasta se termină în partea de sud, către Dunăre, cu terase lungi. Spre nord, ea este fragmentată din cauza afluenților Mostiștei. Pe partea stângă a văii se face trecerea către Bărăganul propriu-zis printr-o formațiune de câmpie care este fragmentată de văi.

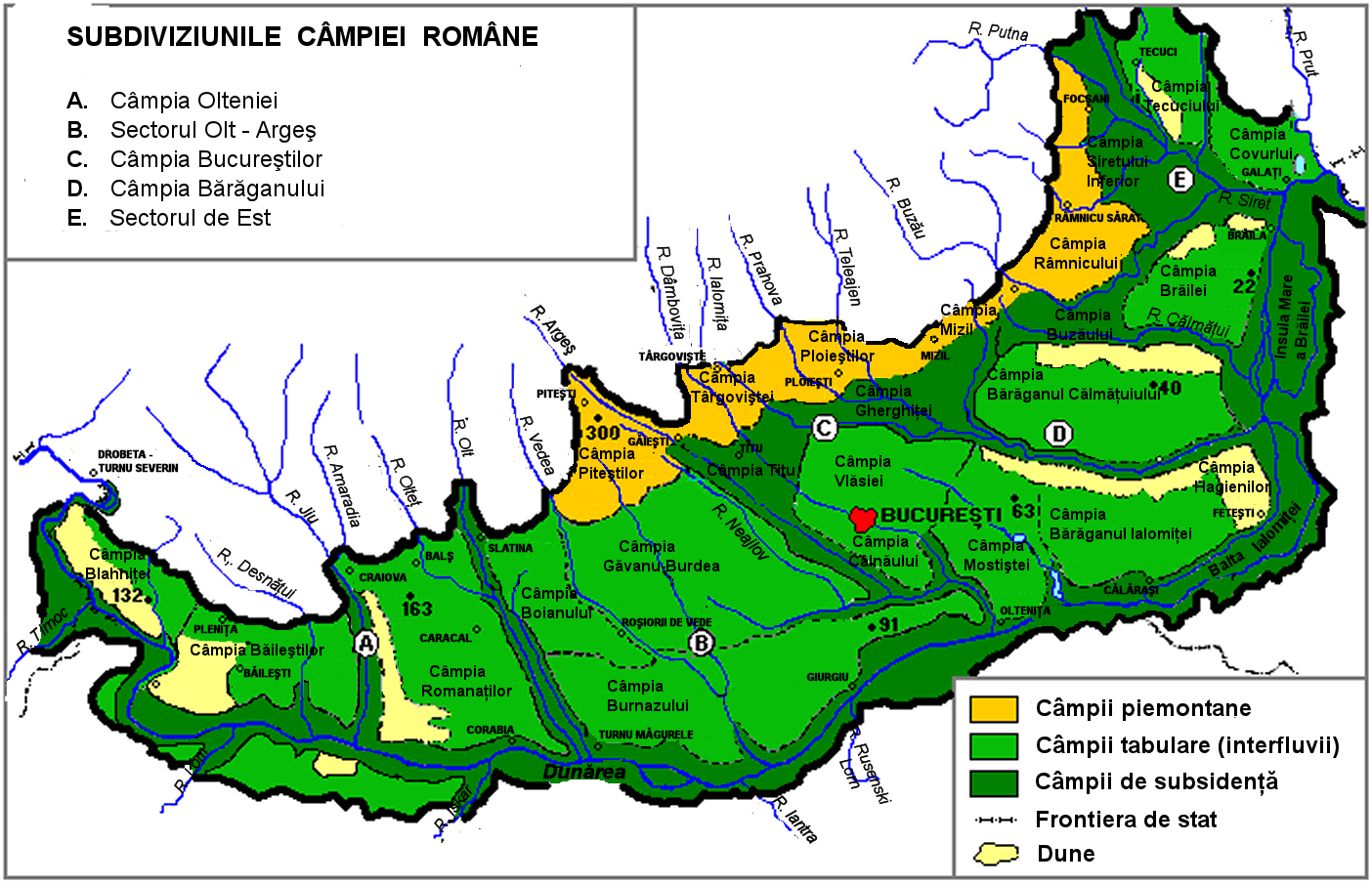
Câmpia Mostiștei în Câmpia Dunării

Bazinul hidrografic al Văii Mostiștea are o suprafață de 1734 km², ceea ce-l califică a fi cel mai mare bazin din Câmpia Română. În ziua de astăzi, cursul râului este unul lin datorită lucrărilor de amenajare hidrografică care s-au făcut și care l-au transformat într-un sistem de circa 150 de lacuri artificiale. Lungimea totală a cursului este de 92 km. Râul are de o parte și de alta a lui o serie de văi secate sau cu apă puțină denumite popular mostiști. Vintilă M. Mihăilescu a considerat că de la acestea și-ar trage numele Râul Mostiștea.
Valea Mostiștei este încadrată în subregiunea geomorfologică Argeș - Valea Sărății - Mostiștea, care este definită ca o câmpie ce face tranziția dintre partea mai înaltă din vest și cea mai joasă din est. Această subregiune este considerată a fi o zonă de tranziție spre dealuri și cea mai întinsă câmpie de divagare. Valea se află în Câmpia Mostiștei, fiind mărginită la nord de Câmpia Vlăsiei, la est de Câmpia Bărăganului, la sud de fluviul Dunărea și la vest de Câmpia Burnazului. Zona are mai multe subdiviziuni: Câmpul Vânătei, Câmpul Belciugatele, Câmpul Mostiștei de Sus, Câmpul Cogealac-Burduf și Câmpul Ciornulesei.
După cum se știe, izvorul Mostiștei se află în localitatea Dascălu, la circa 23 km de București. Râul are șase afluenți: patru pe partea stângă, râul Valea Livezilor, Colceag, Vânăta și Argova, și doi pe partea dreaptă: Belciugatele și Corâta.

### Caracteristici geologice
Caracteristicile microreliefului din Câmpia Română și în special a Bărăganului, reprezintă deducții ale modului de distribuție a pânzelor freatice, care se referă la adâncimea și amploarea lor în teritoriu. Regiunea centrală a câmpiei prezintă o înclinare nord-vest spre sud-est, tendință a structurii geologice care a rezultat din acumulări de materiale lacustre și colinare. Structura are o înclinare de 1.4 metri pe distanța de un kilometru și este formată din trei depresiuni largi: în vest Argeș-Sabar, în est Mostiștea și în sud Câlniștea-Dunăre. Această pantă s-a format anterior depunerii loess-ului, dar transformările pe care structura a avut-o după epoca cuaternară în care s-a depus acesta, considerate de specialiști a fi transformări de natură modernă, au fost cele care au dus la aspectul reliefului săpat al Văii Mostiștei.

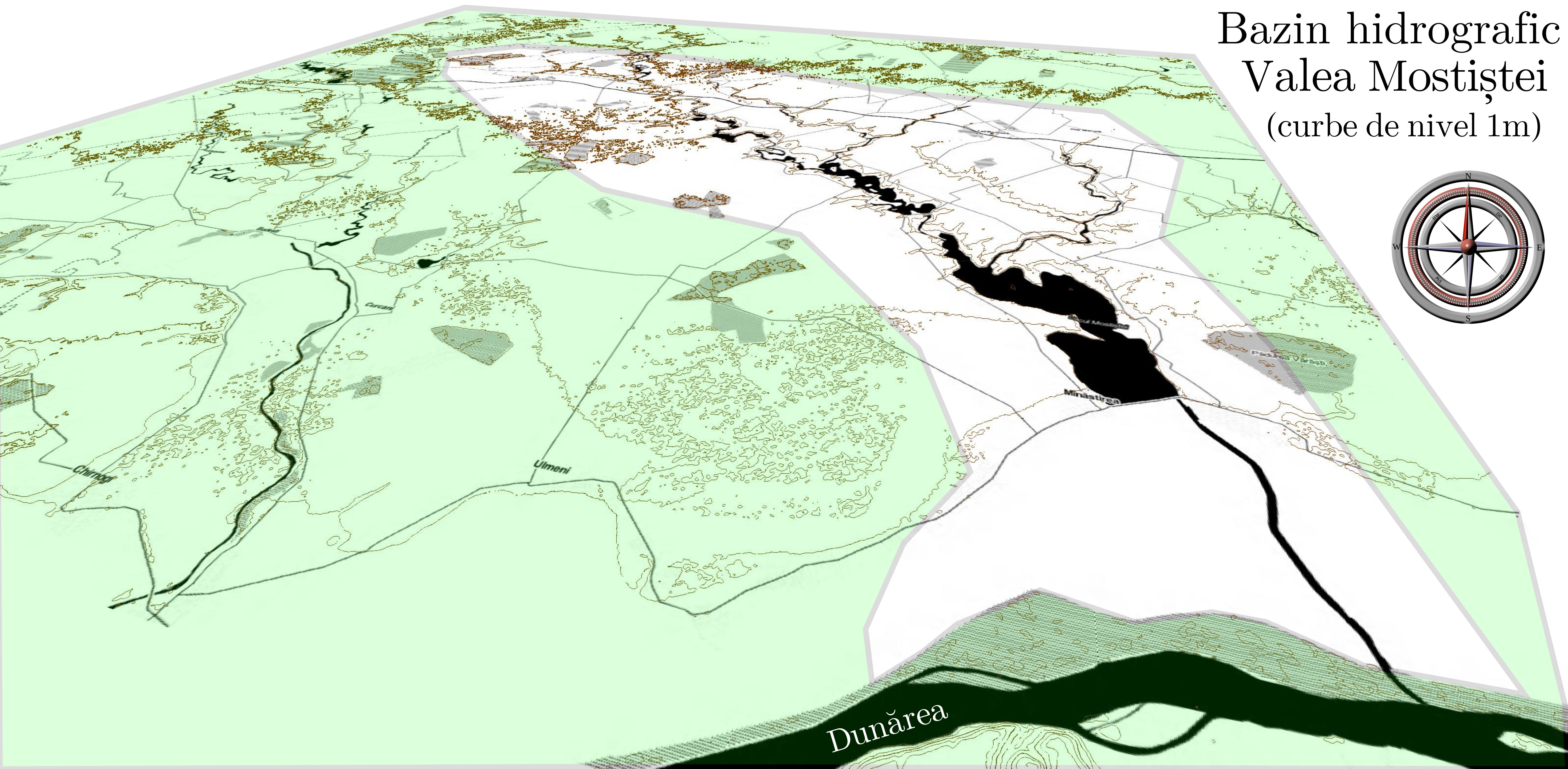
Bazinul hidrografic al Văii Mostiștea

Așa s-au aluvionat luncile din sud și din vest, așa s-au adâncit și s-au lărgit văile, s-au erodat sau parțial s-au distrus terasele, totul ducând la ivirea formelor mici, crovuri și vâlcele, aflate pe marginea și înlăuntrul câmpiei. Grosimea depozitelor de loess variază între 10 și 30 metri. Analiza și urmărirea acestor depozite a dus la certificarea faptului că grosimea lor crește de la nord spre sud și de la est la vest. În imediata vecinătate a cursului de apă, grosimea depozitelor este de 10 metri.
Bazinul hidrografic al Văii Mostiștei are un curs principal al râului la care se alipește un sistem de văi afluente. Unele din văile laterale nu au apă și toate diferă ca aspect și direcție de la malul drept la cel stâng. Izvorul Mostiștei se află în conul de dejecție al râului Dâmbovița, începând ca mai toate văile din câmpie printr-o lăsătură semicirculară slabă. Pe întreaga lungime a Mostiștei se deosebesc două secțiuni: una de la izvoare până la Mataraua și a doua de la Mataraua la limanul Mostiștei.
Prima porțiune este caracterizată printr-o simetrie a talvegului. Adâncimea apei este relativ mică și lățimea fundului nu este mai mare de 150 metri. Apa se adâncește de la Gagu, iar câmpul vecin este și el simetric. De la Mantaraua încolo spre liman, cursul se adâncește semnificativ, între 15 - 35 m, și capătă lărgimi de până la 300 metri. Spre vărsare, lărgimea este de circa 1 km și chiar mai mult, de până la 3 km. Această ultimă etapă este caracterizată de numeroase izvoare. O importanță deosebită este disimetria malurilor și mai pregnant, disimetria câmpurilor vecine. Malul drept este mai înalt ca cel stâng și câmpurile vecine se coagulează într-o depresiune cu aripă prelungă, estică.

Relieful Văii Mostiștei în curbe de nivel de 5m
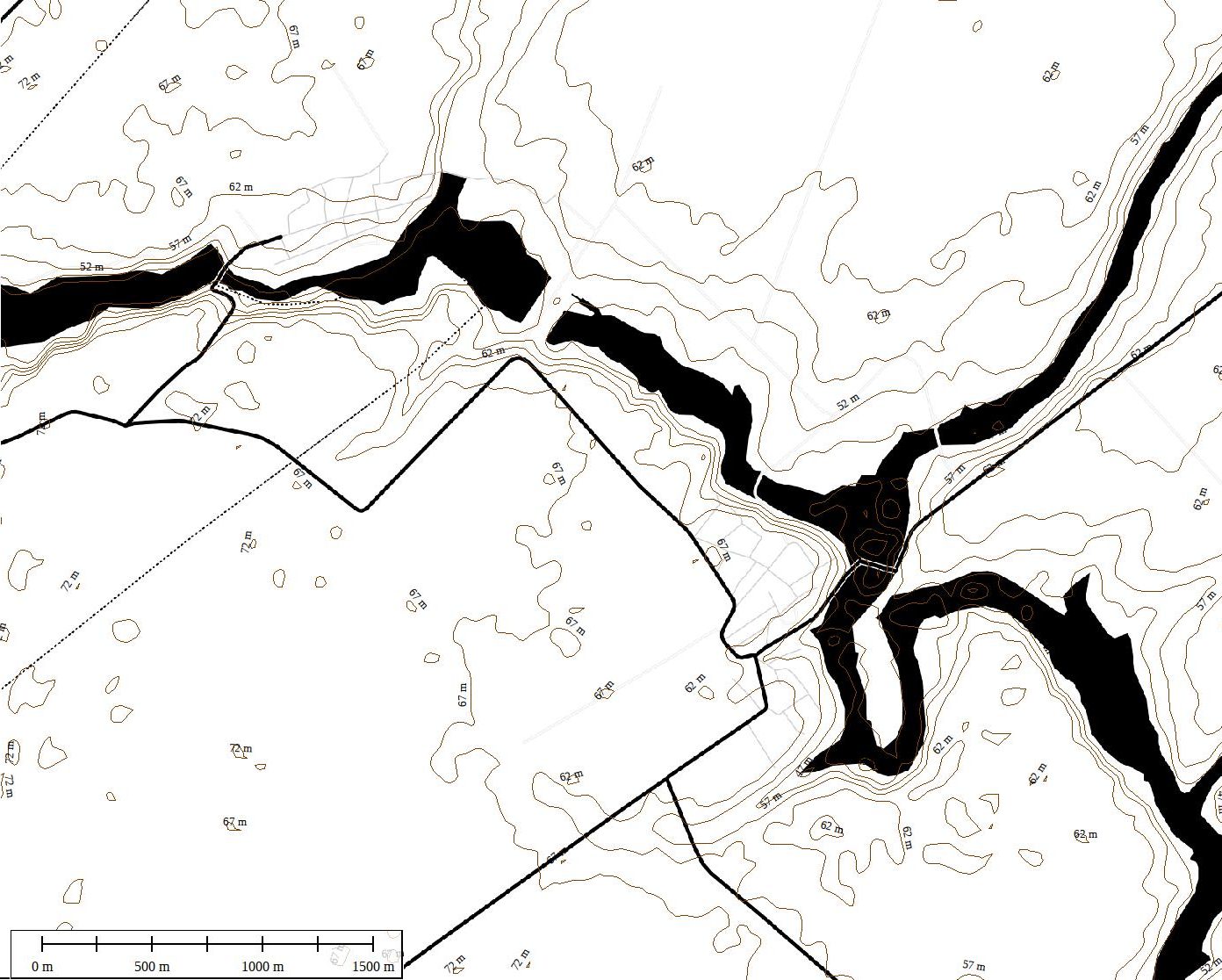
la Mataraua, Măriuța
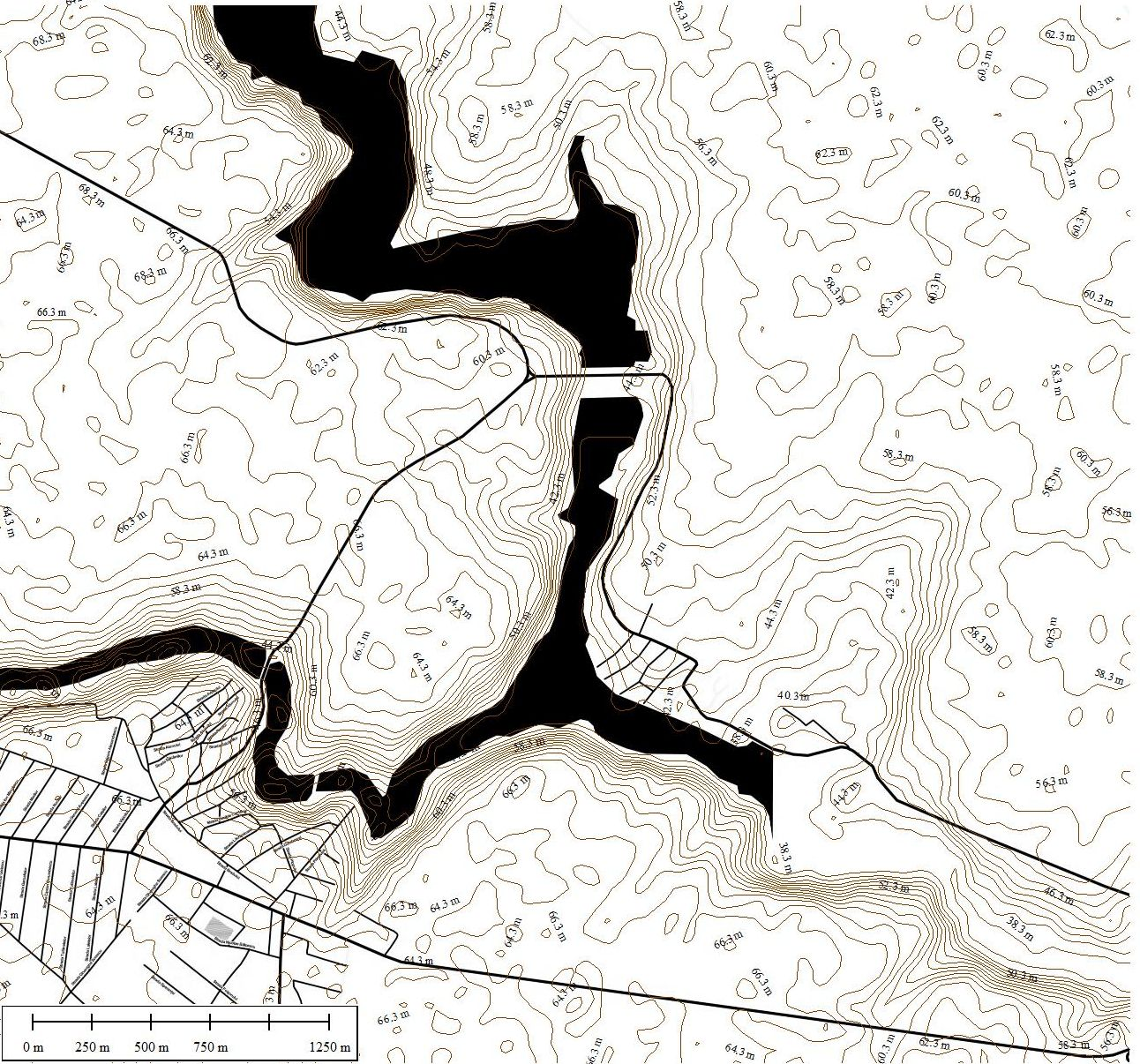
la Fundulea, Dârvari
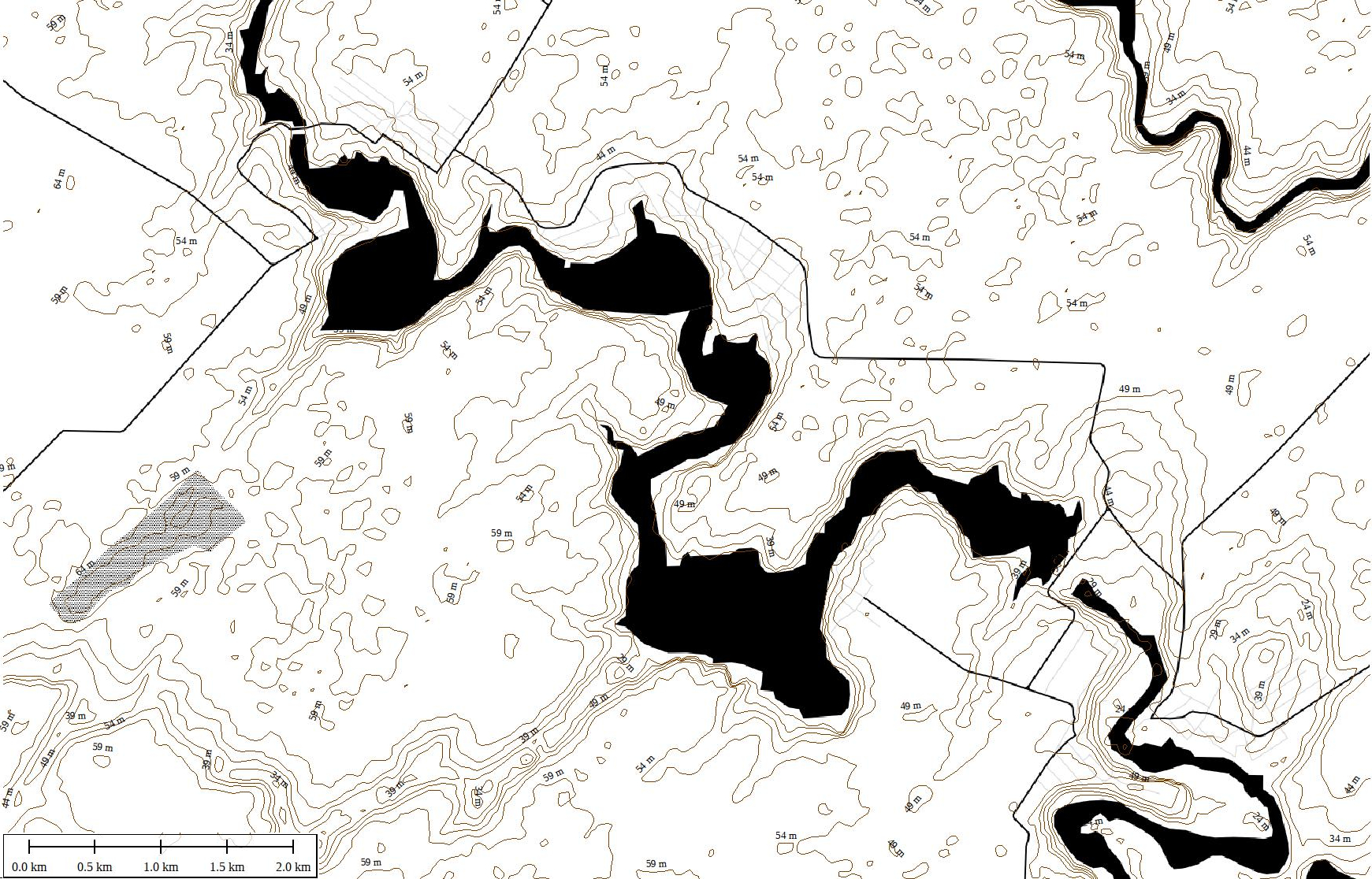
la Măgureni, Sărulești, Preasna
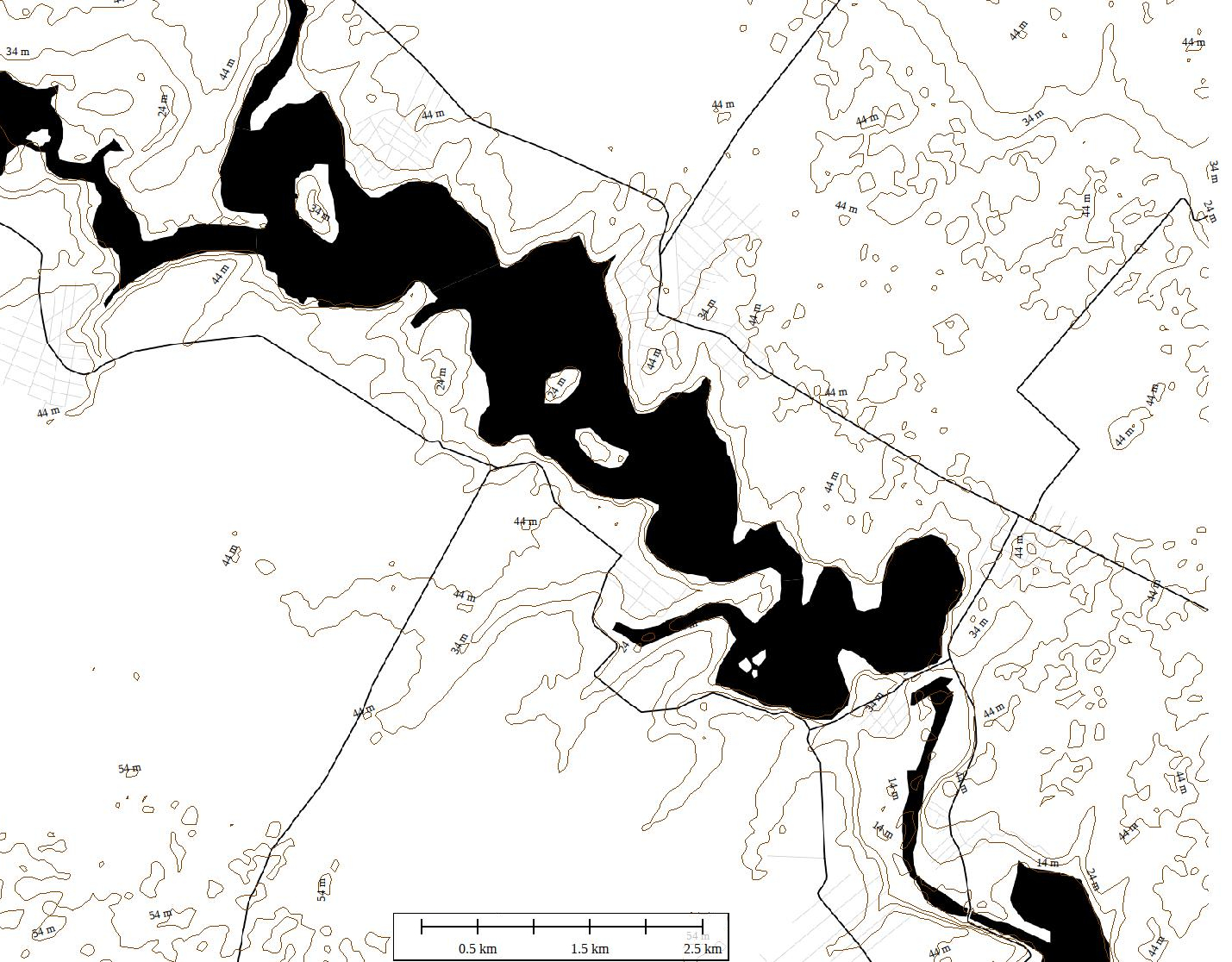
la Siliștea, Valea Argovei, Ostrovu.
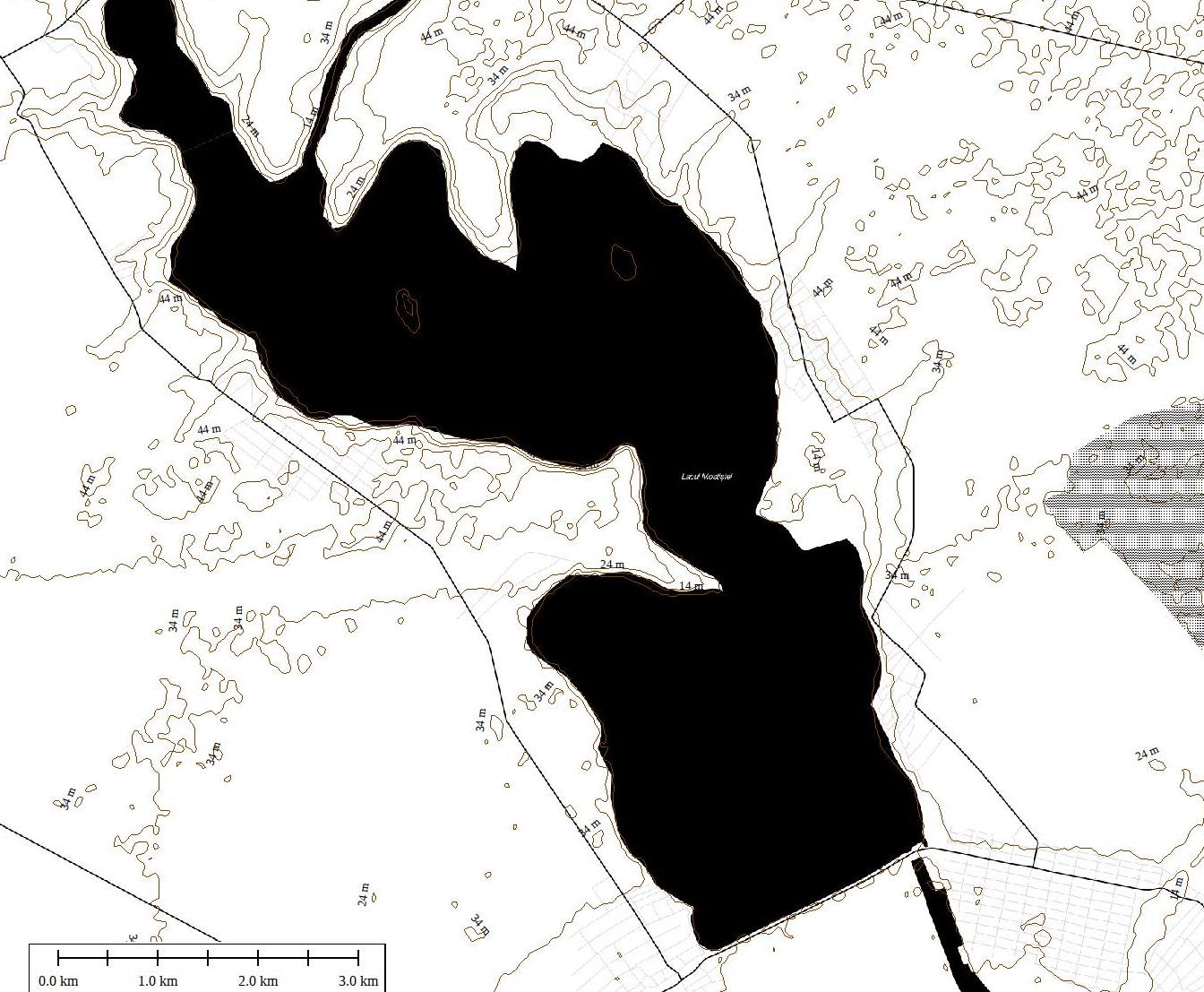
la Iezerul Mostiștea

Valea Mostiștei a făcut obiectul unui program de fotografiere aeriană, derulat de cIMeC după anul 2010, prin care s-a dorit depozitarea tuturor datelor privitoare la numeroasele situri arheologice care se regăsesc pe întregul curs al râului. S-a avut în vedere starea de conservare a acestora, impactul pe care factorul antropic îl are asupra regiunii, implicit al mediului, precum și crearea unei baze de date ArcGis pentru facilitarea accesului la datele culese din teren.
Ca urmare a proiectului de fotografiere a regiunii derulat de cIMeC, s-a constatat printr-un studiu comparativ cu fotografiile aeriene realizate în trecut și a ortoplanurilor mai vechi, că situl de la Sultana-Malu Roșu prezintă o eroziune semnificativă a malului ce s-a produs în ultimii 30 de ani (1972-2009). Eroziunea s-a produs în proporție de 70% în planul așezării preistorice. Conform specialiștilor, din anul 2001 în care s-au reluat săpăturile la tell-ul de la Sultana, întreaga așezare a pierdut între patru și cinci metri. Acest lucru s-a întâmplat din cauza proceselor de abraziune lacustră determinate de acțiunea vânturilor puternice de Nord Est. Din aceste cauze, pe malurile vestice și în partea nordică a bazinului Mostiștei, pe care există terase de circa 30 -35 metri, s-a constatat cel mai mare procent de retragere al falezei, cu o viteză de circa 1.38 - 1.4 metri/an calendaristic. Cercetătorii au concluzionat că factorii care au influențat această morfodinamică accentuată sunt de natură climatică și hidrologică, dar cu precădere au acționat factorii antropici.

### Caracteristici fizico-geografice

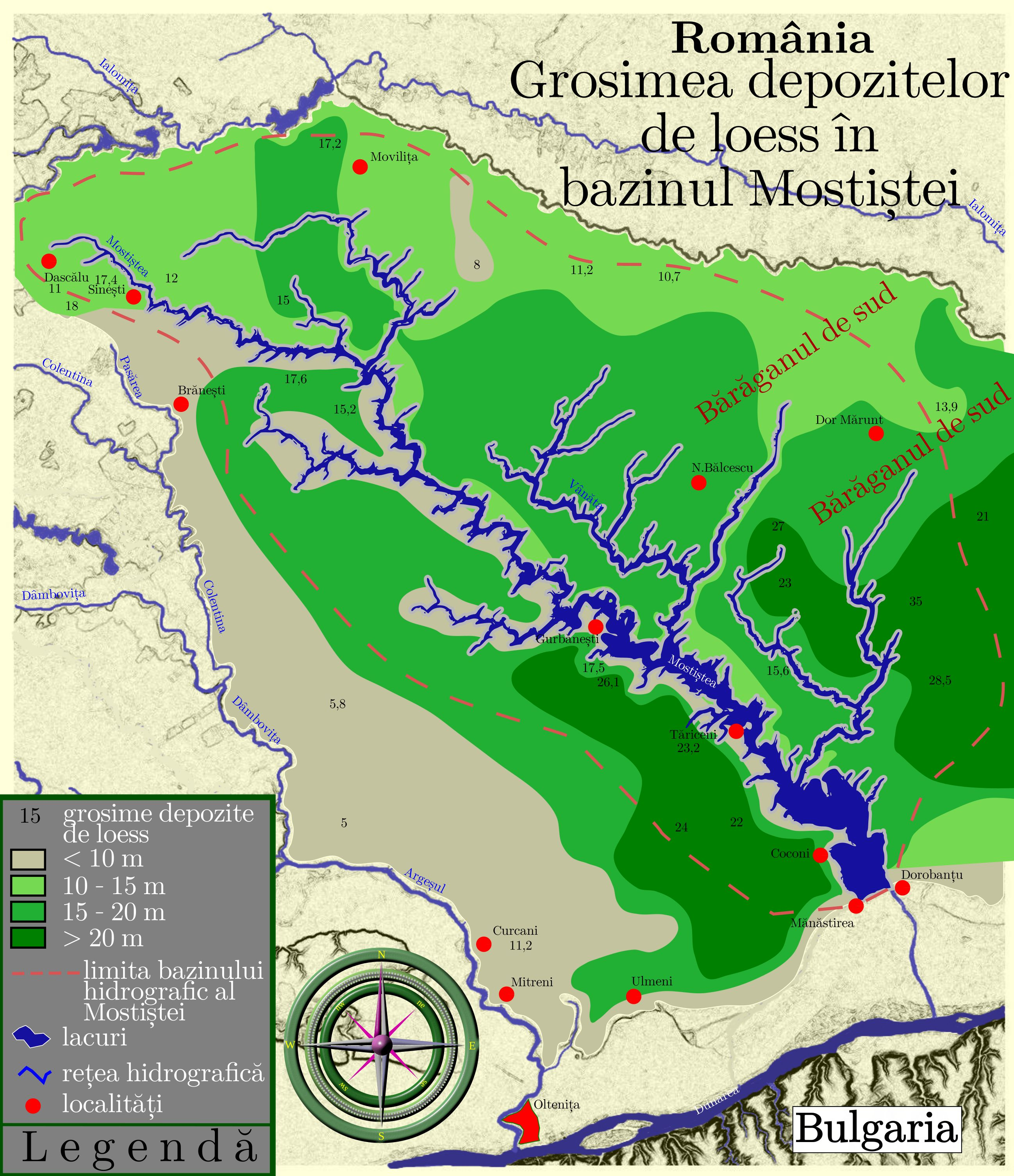
Depozite de loess pe Valea Mostiștei

Valea Mostiștei împreună cu sistemul ei de afluenți marchează aspectul întregii regiuni. Afluenții aflați pe partea dreaptă a râului -- Belciugatele-Catana și Țiganca-Corâta, se articulează în unghi drept cu valea, iar cei de pe partea stângă, formează o linie paralelă cu valea prin fundul larg al depresiunii. Cei din urmă au fost împinși de șuvoaiele care veneau din nord-estul regiunii și conform straturilor, care s-au depus într-un proces lung de sedimentare și care dau o înclinare aripii prelungite din est, fac un cot în unghi drept spre vest. După un scurt parcus, toți afluenții Cogealac, Vânăta, Argova, se varsă în valea colectoare a Mostiștei.
O explicație pentru poziționarea geografică a afluenților și a orientării lor, rezultă și din analiza caracteristicilor derivate din tectonica regiunii. Se știe că bazinul hidrografic al Mostiștei se suprapune peste placa Intramoesică, caracterizată de cutremure de pământ de suprafață, de o adâncime maximă de 40 km. Dacă se suprapune harta structural-seismică peste bazinul Văii Mostiștei, se poate observa coincidența dispunerii afluenților de parte stângă cu amplasarea plăcilor tectonice secundare și principale ce manifestă o activitate seismică.
Valea Mostiștei se caracterizează prin:
- numărul mare al văilor constitutive, lărgimea relativă și adâncimea lor;
- solul de antestepă;
- vegetație, crânguri și păduri întinse care au acoperit regiunea până nu de mult;
- insule de vegetație arborescentă;
- o mulțime de așezări umane care sunt răspândite cu predilecție pe văile râului.[13]

Pânza freatică în partea de nord este poziționată la o adâncime de 4 - 5 metri, iar în partea sudică până la o adâncime maximă de 30 metri, măsurată în Câmpul Ciornulesei. Ea este influențată de factorul climatic și de sol. De altfel, există o strânsă corelație între grosimea depozitelor aflate la suprafață, tipul reliefului și modul de distribuție al apelor freatice. Totul derivă și din bogata rețea hidrografică a Bărăganului. Astăzi se știe că interfluviile au o lățime maximă de 45 km și conform observațiilor de teren și nu numai, apele care le separă sunt dispuse ca spițele unei roți în centrul Câmpiei Române, pentru ca la est să se răsfire spre nord și est, spre vărsarea lor în Dunăre. Ca urmare, distanța dintre râuri are o lungime care se poate parcurge pe jos într-o zi sau maxim o zi și jumătate. Dacă se ține cont de lacurile existente -- Lacul Amara, Lacul Ianca și Lacul Gălățui, plus zonele mlăștinoase, așa cum este mlaștina Călmățuiului sau de bălțile aflate pe malul stâng al Dunării, se poate spune că regiunea a fost din cele mai vechi timpuri favorabilă dezvoltării așezărilor umane. De asemenea, istoric vorbind, se știe că râul Mostiștea a fost un curs navigabil în epoca fierului în care s-a dezvoltat Cultura La Tène. În vremea aceea, râul Mostiștea se vărsa în Dunăre printr-un braț a cărui origine se afla în dreptul localității Mănăstirea, numită în Evul Mediu - Cornățelu, și care trecea prin localitatea Ciocănești, ajungând să se verse în zona Călărașului prin Iezerul Călărași. În secolul al XVII-lea acest canal a intrat într-un proces de colmatare care s-a încheiat în secolul al XVIII-lea.

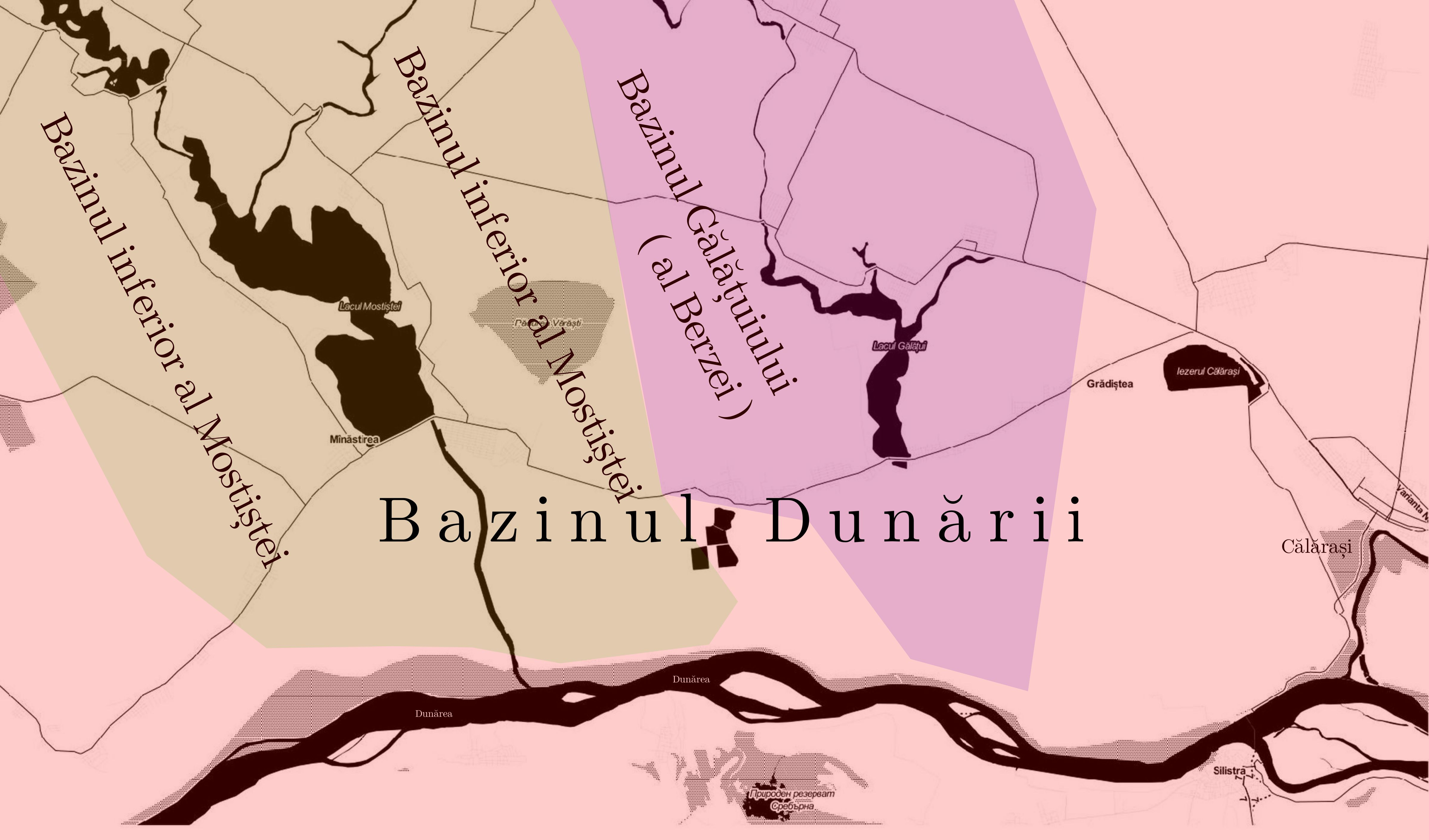
Bazinul Mostiștei inferioare și al Gălățuiului și Iezerul Călărași

Făcând abstracție de regiunile aflate în apropierea Dunării, apele Mostiștei își trag seva din două bazine autonome: bazinul hidrografic al Berzei, numit după locul de vărsare și al Gălățuiului, și bazinul Mostiștei. Conform studiilor pe care Gheorghe Balș le-a făcut pe Valea Mostiștei la începutul secolului al XX-lea, pe acest râu curgeau anual circa 290.000 metri cubi de apă. În anul 2005 s-a calculat debitul râului la un volum de trei ori mai mare, adică la circa 34.7 metri/secundă, care totalizează circa 1.097.297.280 (sic) metri cubi de apă. Întreaga cantitate de apă deversată în Dunăre, este astăzi inegal distribuită pe suprafața luciului de apă, deoarece partea inferioară a râului, prin Iezerul Mostiștea, cuprinde o cantitate enormă de apă, proporțional diferită de restul cursului de apă. Cauzele sunt:
- Cuantumul precipitațiilor din regiunea triunghiulară Oltenița - Călărași - Lehliu se cifrează la circa 700 mm anual, o valoare destul de mare. Analiza precipitațiilor măsurate la stația meteorologică Fundulea petru perioada 1976- 1988, arată  o curbă care oscilează între 306.6 mm (minim) în 1974 și 571,3 mm în 1979 (maxim). Media anuală de la Fundulea a fost de 450 mm.[8][20]
- Procesul sezonier, mai - iunie, de revărsare a apelor din Dunăre în Iezerul Mostiștea. Fenomenul face ca nivelul luciului de apă din iezer să crească uneori și cu doi metri, apa înaintând astfel circa 20 de kilometri în amontele râului, uneori până la localitatea Frăsinei.
- Vânturile puternice din nord-est care erodează malurile de loess, înalte de circa 20 - 30 metri.[20]

În ziua de astăzi, bazinele râului Berza ( bazinul Gălățuiului ) și Mostiștei sunt alcătuite din salbe de lacuri ce au o scurgere foarte lină. Ele sunt alimentate pe de o parte din precipitații, parțial din izvoare și pe de altă parte, în cursul inferior, de elementele enumerate mai sus ca fiind cauzele de formare a fluxului de apă, plusul evident fiind Dunărea. O dată cu încetarea ploilor, salba de lacuri este supusă procesului de secare, fapt care duce la o scadere uneori semnificativă a luciului de apă prin creșterea procentului de evaporare și scăderea nivelului piezometric din cauza anotimpului secetos. De aceea, în fundul văii și sub mal, apa se găsește la o mică adâncime. Faza în care ajung vara, caracterizată de stagnare și împotmolire cu vegetație abundentă, nu poate fi depășită decât o dată cu ploile de primăvară sau cu revărsarea Dunării. Grosimea depozitelor de loess și nivelul precipitațiilor, precum și creșterea nivelului apei datorat Dunării, influențează în mod semnificativ distribuția în adâncime a apelor aflate în pânza freatică. De aceea, cu cât grosimea depozitelor este mai mică, cu atât pânza freatică se află mai aproape de suprafața solului.

### Condiții climatice

#### Paleoclimatice
Studiile paleoclimatice definesc o situație destul de diferită față de ce se întâmplă în al doilea deceniu al secolului al XXI-lea. Se știe că pentru zonele de câmpie și mai ales pentru Europa de Est, România în acest caz, există foarte puține studii de acest gen. Din cauză că în zonele de câmpie există un echilibru mai stabil în ce privește comunitățile de plante, deoarece variațiile de temperaturi nu sunt prea abrupte, studiile s-au axat mai ales pe regiunile montane unde oscilațiile climatice au o mai mare amplitudine. Asta și pentru că din cauza acestor condiții, vegetația se află într-un echilibru mult mai precar, reacționând prompt la condițiile de stres la care este supusă. Ca urmare, studiile au urmărit zonele de munte unde existau ca indicatori limitele pădurilor, a ghețarilor și a zăpezilor. Urmărind cum au migrat aceste limite în trecut se obțin indicii despre regimul pluvial și termic dintr-o zonă într-o anume perioadă studiată. Comparând studiile și integrându-le, rezultă o imagine apropiată de adevăr a mediului natural care a existat în preistorie. Cu toate că majoritatea analizelor de acest gen au avut ca obiect zonele montane, se pot obține prin extrapolare  rezultate într-o marjă de eroare admisibilă pentru regiuni aflate pe tot întinsul Europei.
- Vezi articolul principal Holocen

După cum se știe, de-a lungul timpului s-au făcut multe încercări de structurare temporală a Holocenului. Cea mai acceptată soluție, folosită ca referință de către majoritatea cercetătorilor, este varianta de periodizare a lui Axel Gudbrand Blytt și Rutger Sernander, făcută în anul 1876. Ipoteza a fost emisă pentru definirea unor grupe de plante existente în flora actuală a Norvegiei. Cercetătorul Mihai Tomescu a combinat soluția Blyu-Sernander cu periodizarea propusă de palinologul Emil Pop și a prezentat o nouă structură:
- Preboreal -- caracterizată de o climă uscată și rece, dar mai caldă ca Tardi-Würmul. Ea se remarcă prin extinderea mesteacănului, urmat de stejar, ulm și alun;
- Boreal -- cu o climă uscată dar mai caldă ca în Preboreal. Acum s-a extins pinul, alunul continuând să se extindă;
- Atlantic -- climă umedă și mai caldă, optimul climatic al Holocenului. Acum s-au extins pădurile de tei, ulm și stejar;
- Subboreal -- climă uscată și mai rece ca în Atlantic. S-au restrâns pădurile de stejar și tei, molidul și bradul s-au extins;
- Subatlantic -- climă mai rece ca în Subboreal, însă mai umedă. S-au extins puternic pădurile de fag și alun.

Lennart von Post, părintele palinologiei, a făcut în anul 1930 o structurare a holocenului în trei perioade bioclimatice:
- o perioadă în care venirea timpului călduros era determinat de expansiunea arborilor cu pretenții termifile;
- o perioadă de vârf a timpului călduros. Arborii termofili au o dezvoltare maximă;
- o perioadă de răcire în care răspândirea copacilor termofili se diminuează.

Prin analiza comparativă a diverselor studii pe care le-a făcut sau le-a avut la îndemână, Mihai Tomescu a făcut o interpretare climatică în termeni de datări absolute, care ține cont de fluctuațiile termice ale climei estivale, dar și una a fluctuațiilor  componentei hidrice din acest sezon. Rezultatul obținut este unul care prezintă un grad ridicat de încredere datorită informațiilor necontradictorii obținute. Acestea sunt:
- perioade cu veri calde, secetoase și lungi: 12100-11800, 11650-11100, 10700-10500, 8850-8700, 8300-8250, 8150-7750, 7100-6550, 6000-5700, 5100-4850, 4600-4500, 2050-1800, 1000-900 î.e.n.;
- perioade la care nu există informații de pluvimetrie: 11100-10950, 7750-7700, 1800-1700 î.e.n.;
- perioade cu veri reci, ploioase și scurte: 9750-9650, 7700-7500, 5350-5200, 3350-3000, 2900-2150, 700-300 î.e.n.;
- perioade la care nu există informații de pluvimetrie: 10900-10850, 2150-2100 î.e.n.

Dacă se suprapune datarea Culturii Gumelnița prezentă arheologic pe Valea Mostiștei, valori maximale, în perioada 6700-5700 î. e. n. peste schema climatică a lui Mihai Tomescu, se poate vedea că începutul și finalul civilizației ( fazele A1 și B1 ) au fost caracterizate de veri calde, secetoase și lungi și faza de mijloc ( A2 ) de veri ploioase, reci și scurte. Ca o concluzie generală, perioada de dezvoltare a Culturii Gumelnița în arealul Mostiștei se găsește conform postulatului lui Lennart von Post în perioada de vârf a timpului călduros.

#### Recente
Mostiștea nu are caracteristici climatice proprii nici printr-un relief specific, nici prin vegetație și nici printr-o poziționare geografică deosebită. Ea se află împreună cu întreaga regiune de câmpie din care face parte, între două regiuni climaterice care au fiecare nuanțe diferite. O regiune are un regim climatic cu ușoare influențe vestice, care au permis pădurilor să ocupe mai mult de jumătatea zonei, și alta care are un regim continental stepic. Această situație a fost considerată ca un factor destul de important pentru regimul apelor ca factor de eroziune, pentru dezvoltarea vegetației sau pentru așezările și culturile umane care au viețuit în preistorie pe aceste locuri.
Regimul termic al întregii zone are variații mari de temperatură în lunile de vară, 17° C în luna iulie, și destul de mici pentru perioada de iarnă, 5.5° C în luna ianuarie. Influența continentală dă caracterul tendinței generale către veri excesive cu ierni mai mult blânde decât aspre, caracterul iernilor fiind influențat de tipicul climatic al Europei centrale și mediteraneene. Din punct de vedere bioclimatic, valea Mostiștei face parte din zona de tranziție dintre zona de stepă estică, mai aridă, și zona de stepă vestică, mai împădurită.
Geograful român Vintilă M. Mihăilescu a rezumat, în anul 1925, caracterele generale ale regiunii centrale de câmpie din care face parte Mostiștea după cum urmează:
- prevalența vânturilor din est;
- contraste importante de temperatură între anotimpuri;
- temperatura anuală este mai mică decât cea națională, 9,2° C < 9,5° C, dar totuși mai mare decât regiunile nordice sau estice;
- tendința spre veri secetoase, cu precipitații anormal de mici spre toamnă, și spre ierni călduroase ce au o temperatură medie supranormală.

În anul 1971, apoi 1995, cercetătorii Caraiani L. și Ianoș I. au depistat câteva caractere puțin diferite:
- temperatura anuală medie era între 10.5° C și 11° C
- precipitațiile medii anuale erau de 510 mm cu fluctuații între 276-733 mm în sud și 362-754 mm în zona nordică și cea centrală.

Ca urmare a analizelor de temperatură se constată o creștere ușoară pe care Theodor Ignat a pus-o pe fenomenul de încălzire globală.

## Afluenți

### Afluenți principali
Râul Mostiștea primește 13 afluenți codificați, dintre care:
- de partea stângă:

- râul Colceag - Valea  Bisericii, la Măriuța, are malurile formate din material anorganic fin, cu panta malurilor abruptă. Sedimentul  albiei este alcătuit din mâl. Turbiditatea apei a fost 2 UNT. Conectivitatea: canal secundar. Utilizarea terenului: pajiști. S-au inventariat 17 specii de macrofite acvatice, 10 hidrofite și 7 helofite. Hidrofite au fost reprezentate de: Buttomus umbellatus, Alisma plantago aquarica, Hydrocharis morsus ranae, Ceratophyllum demersum, Potamogeton perfoliatus, Lemna minor, Najas marina, naja minor, Spirodela polyrhiza și alge filamentoase. Helofitele  au  fost  reprezentate  de: Bidens tripartita, C. longus, juncus inflexus, Phragmites australis, Cyperus fuscus, Lithrum salicaria, Typha latifolia
- râul Valea Livezilor, cu o suprafață de 27 km² și o lungime de 6 km;
- râul Vânăta și afluenții: la Fântâna Doamnei au malurile  formate  din  material anorganic fin. Sedimentul albiei este alcătuit din mâl. Turbiditatea a fost de 27 UNT. Panta malurilor variază de la mică la mare. Conectivitate: canal secundar. Utilizarea terenului: pajiști, zone cu arbuști și așezări rurale. S-au inventariat 11 specii de macrofite acvatice, 6 hidrofite și 5 helofite. Hidrofitele au fost reprezentate de: Potamogeton perfoliatus, Naja marina, Butomus umbellatus, P. crispus și alge filamentoase. Helofitele au fost  reprezentate de: Typha angustifolia, Lythrum salicaria, Bidens tripartita, Phragmites australis, T. latifolia;
- râul Argova - Cucuveanu, la Lăpușanu, are  malurile  formate  din  material  anorganic  fin,  cu panta  malurilor  abruptă. Sedimentul albiei este alcătuit din mâl. Turbiditatea apei  a fost de 56UNT. Conectivitatea: canal secundar. Utilizarea terenului: pajiști. S-au inventariat 7 specii de macrofite acvatice, 2 hidrofite și 5 helofite. Hidrofitele au fost reprezentate de: Potamogeton perfoliatus și alge filamentoase. Helofitele  au  fost  reprezentatede: Phragmites  australis, Bidens  tripartita, Typha latifolia,  Scirpus maritimus, T. angustifolia.

- de partea dreaptă:

- râul Belciugatele, cu o suprafață de 92 km² și o lungime de 16 km. Râul are la Fundulea panta malurilor abruptă și malurile sunt formate din mâl. Turbiditatea apei a fost de 26 UNT. Sedimentul albiei este alcătuit din mâl. Conectivitatea: canal secundar. Utilizarea terenului: pajiști. S-au inventariat 11 specii de macrofite acvatice, 4 hidrofite și 7 helofite. Hidrofitele  au  fost reprezentate  de: Butomus  umbellatus, P. crispus, Potamogeton pectinatus și alge filamentoase. Helofitele  au  fost  reprezentate  de: Cyperus  longus, Bidens  tripartita, Echinochloa  crus-galii, Phragmites australis, Lycopus europaeus, Typha latifolia, Veronica scardica.
- râul Corâta, la Sătucu, are malurile formate din material anorganic fin, cu panta malurilor mică. Sedimentul albiei este alcătuit din mâl. Turbiditatea apei a fost de 12 UNT. Conectivitatea: canal secundar. Utilizarea terenului: pajiști. S-au inventariat 13 specii de macrofite acvatice, 7 hidrofite și 6 helofite. Hidrofite au fost reprezentate de: Ceratophyllum demersum, Lemna   minor, Potamogeton pectinatus, P. trichoides, P. crispuus, Sparganium erectum și alge filamentoase. Helofitele  au  fost  reprezentate  de:   Cyperus  fuscus, Echinochloa crus-galli, Veronica scardica, Bidens  tripartita, C. longus, Scirpus maritimus.

- Canalul de legătură Dunăre - Iezer Mostiștea, are maluri formate din material anorganic fin și nisip. Panta malurilor este mare.  Sedimentul  albiei este alcătuit din mâl și nisip. Turbiditatea apei a fost de 18UNT. Conectivitatea: canal principal. Utilizarea terenului: plantație de plopi. S-a inventariat o specie de macrofite acvatice. Hidrofitele au fost reprezentate de Salvinia natans și alge filamentoase.[38]

### Alte pâraie
- Bulumezi -- izvorăște din județul Călărași, de lângă Satu Nou, și se varsă în râul Vânăta, spre sud de cătunul Sulimanul;[39]
- Călugăreni -- izvorăște de la nord-estul județului Ilfov, din pădurea Grădiștea și se desparte în două: o parte alimentează valea Pociovaliștea spre vest iar alta apucă spre est, trece prin satele: Biținele, Movilița, Chiroiul, Drăgoeștii de Sus, Drăgoeștii de Jos, de unde țărmul său devine mlăștinos, si se varsä în Mostiștea;[39]
- Căpitanul -- se varsă în râul Mostiștea, la sud de comuna Obilești;[39]
- afluenții râului Corâta;
  - Valea Manciu sau Acumularea Manciu;[40]
  - în amonte de Manciu numele văii este Valea Scutari;[40]
- afluenții râului Vânăta;
  - Ciorani -- are o direcție de la nord spre sud, având pe teritoriul comunei Obileștii-Vechi o lungime de circa 4 kilometri. Pe aceasta vale trece râul Vânăta care de la locul unde inträ în această vale ia numele ei;[39]
  - Valea Mintichii care izvorăște în zona comunei Ileana, Călărași;[40]
  - Milotina -- un afluent al râului Vânăta caare trece prin localitatea Lehliu;[40]
  - Bălțile Pruni I și II din dreptul localității Ileana sunt pe același traseu cu râul Podarilor;[40]
  - Balta / râul Podarilor se continuă cu numele Valea Călăreților;[40]
  - Valea Călăreților / Balta Călăreților se varsă în râul Vânăta;[40]
- râul Cucoveanu cu afluenții:
  - Valea Gerului care vine de la Lehliu Gară;[40]
  - Valea Fetei.[40]

## Salba de lacuri
Lacurile de cursul Mostiștei și de pe afluenții ei sunt:
- Acumularea Mostiștea - Gurbănești este un lac aflat la barajul Gurbănești;[41]
- Lacul Benga;[41]
- Lacul Cocorilor;[41]
- Lacul Cucuveanu - Râul Cucuveanu este un curs de apă, afluent al Argovei;[41]
- Lacul Mostiștea;[41]
- Lacul Sulimanu;[41]
- Lacul Sărulești.[41] Lacul Sarulesti are o suprafață de circa 420 ha și a fost amenajat în deceniul al optulea din secolul al XX-lea pe valea Mostiștei. Amenajarea hidrografică are o formă sinuoasă în unele locuri urmând cu fidelitate vechea albie a râului Mostiștea și are deschideri de apă impresionante cu adâncimi ale apei care depășește în unele locuri zece metri. Sub oglinda apei se găsesc ruine de clădiri care au aparținut unor sate. Pe lacul Sărulești s-au organizat campionate de pescuit, el având o bogată diversitate de specii de pește ca șalău, crap, scoicar, știucă, somn, caras, etc.[42]
- Balta Călăreți
- Balta Fundulea
- Lacul Belciugatele
- Râul Corâta:[41]

- Balta Solacolu - Acumularea Manciu - are o suprafață a luciului de apă de circa 8 ha luciu de apă, cu o adâncime a apei care variază între 1 m si 4.5 m. Adâncimea medie se situează în jurul valorii de 2.5 m.
- Acumularea Corata I;
- Acumularea Corata II;
- Acumularea Corata III;

- Iezerul Mostistea;[41]
- Valea Vânăta - Lacul Vânăta;[41]

## Mostiștea -- Arie de Protecție Specială Avifaunistică
Valea Mostiștea a fost declarată Arie de Protecție Specială Avifaunistică prin Hotărârea  de Guvern nr. 1284 din 24 octombrie 2007 (privind declararea ariilor de protecție specială avifaunistică ca parte integrantă a rețelei ecologice europene Natura 2000 în România) și se întinde pe o suprafață de 6.578 hectare.
- Vezi articolul principal Mostiștea -- Arie de Protecție Specială Avifaunistică

Aria protejată (încadrată în bioregiune geografică stepică) reprezintă o zonă naturală în lunca Văii Mostiștea, afluent al Dunării (râuri, lacuri, mlaștini, turbării, terenuri arabile, culturi, pajiști naturale, stepe); ce asigură condiții de hrană, cuibărit și viețuire pentru mai multe specii de păsări migratoare, de pasaj sau sedentare (important pentru populațiile cuibăritoare, atât în perioada de migrație cât și asigurării iernatului).

Câteva din speciile protejate...
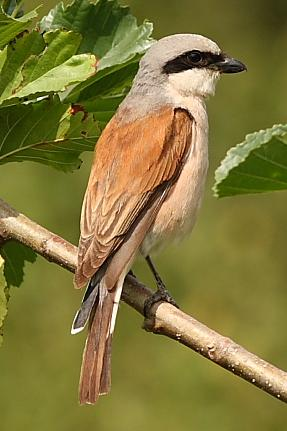
Sfrânciocul roșiatic
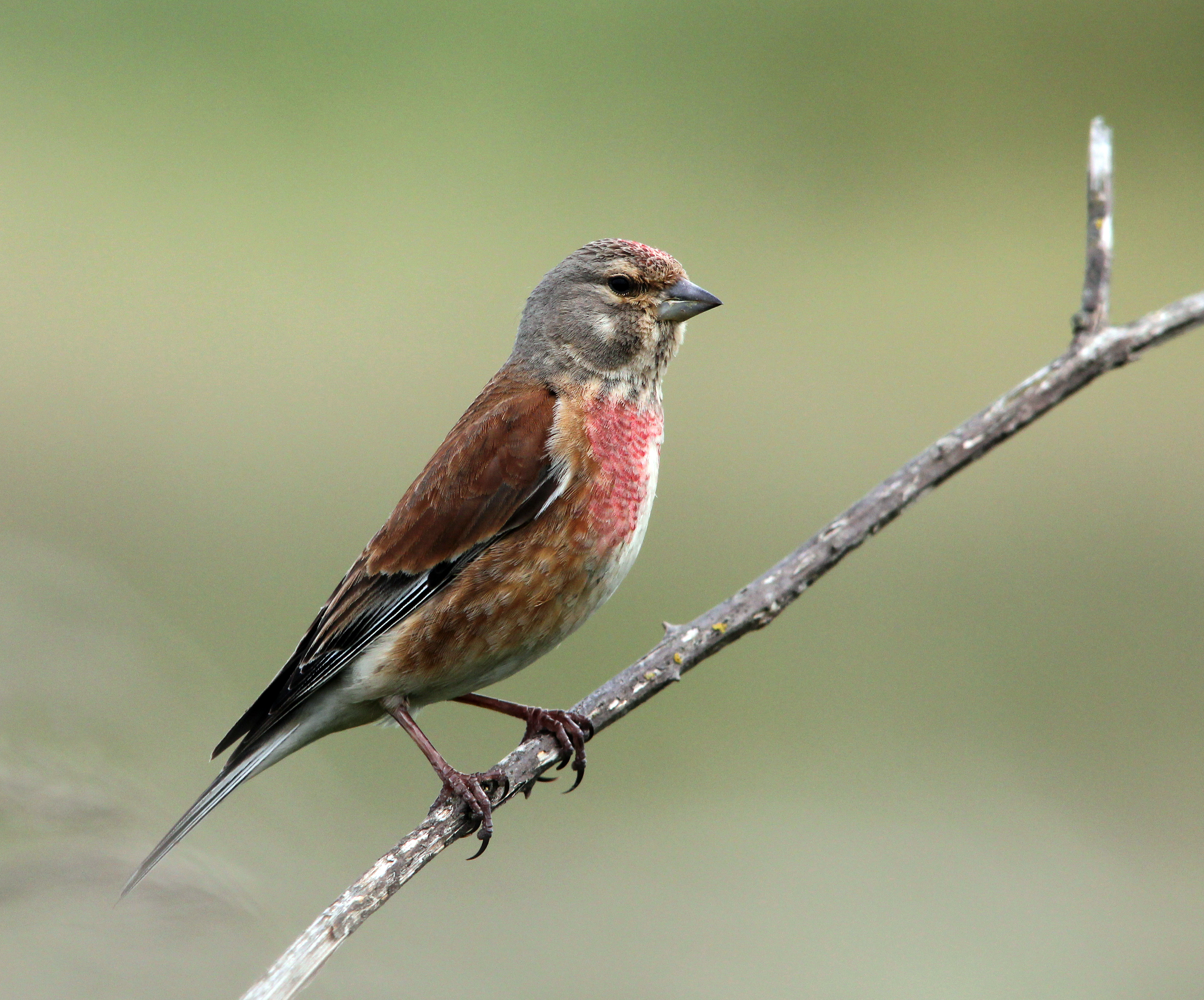
Câneparul
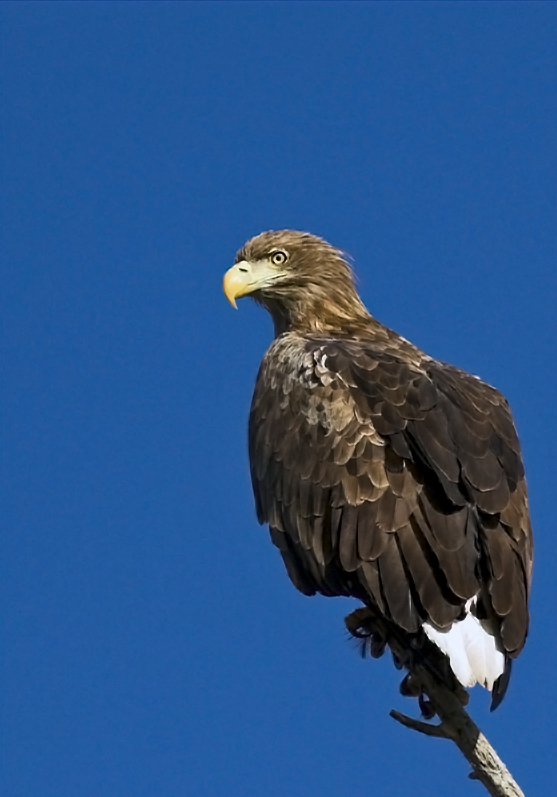
Codalb
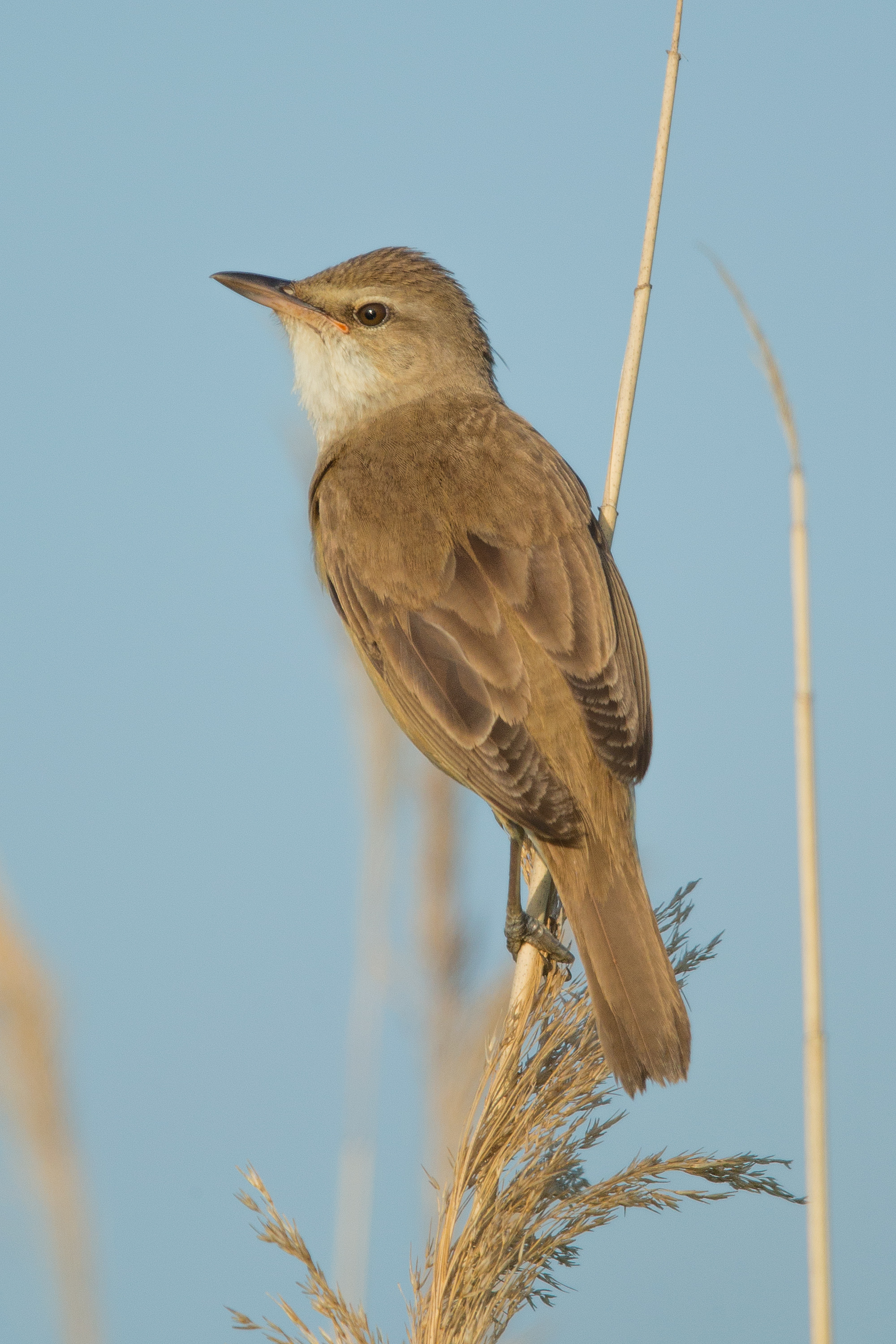
Lăcarul mare
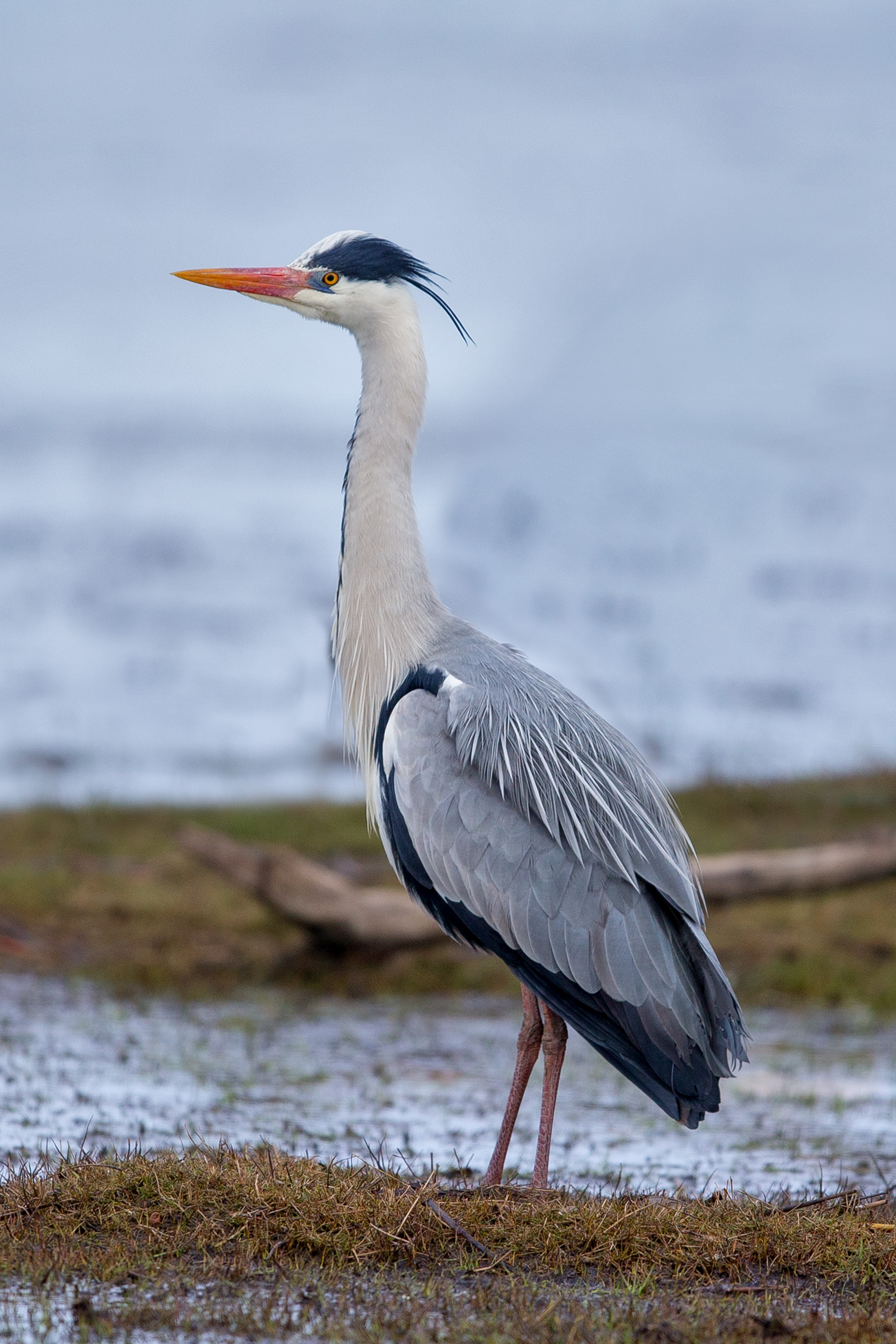
Stârcul cenușiu

## Oltenița – Mostiștea - Chiciu -- arie protejată

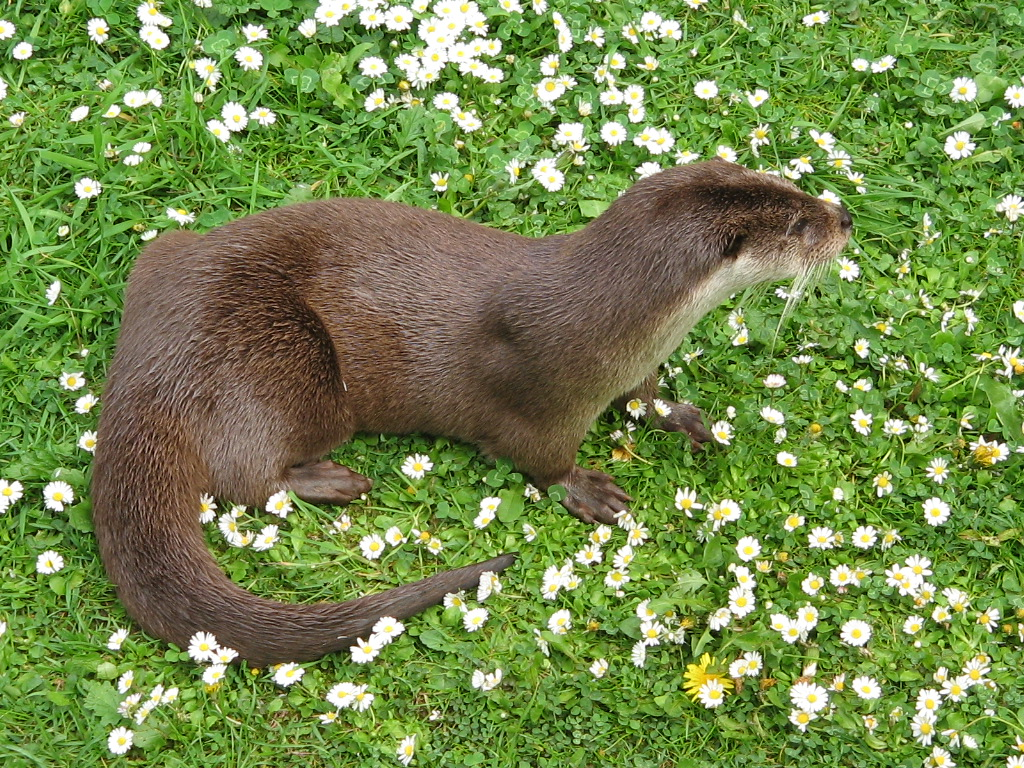
Vidră de râu (Lutra lutra)

Oltenița – Mostiștea - Chiciu este o arie protejată (sit de importanță comunitară - SCI) situată în sud-estul țării, pe teritoriul administrativ al județului Călărași.
- Vezi articolul principal Oltenița – Mostiștea - Chiciu -- sit de importanță comunitară 

Zona a fost declarată sit de importanță comunitară prin Ordinul Ministerului Mediului și Dezvoltării Durabile Nr.1964 din 13 decembrie 2007 (privind instituirea regimului de arie naturală protejată a siturilor de importanță comunitară, ca parte integrantă a rețelei ecologice europene Natura 2000 în România) și se întinde pe o suprafață de 11.540 hectare.
Situl reprezintă o zonă (de câmpie în lunca Dunării) cu râuri, lacuri, pășuni, pajiști naturale, stepe, păduri de foioase, păduri în tranziție și terenuri arabile (încadrată în bioregiunea stepică, în sudul Câmpiei Bărăganului); ce conservă habitate naturale de tip: Ape stătătoare oligotrofe până la mezotrofe cu vegetație din Littorelletea uniflorae și Isoëto-Nanojuncetea;  Lacuri eutrofe naturale cu vegetație tip Magnopotamion sau Hydrocharition; Râuri cu maluri nămoloase cu vegetație de Chenopodion rubri și Bidention și Pajiști de altitudine joasă (Alopecurus pratensis Sanguisorba officinalis) și protejează specii rare de mamifere, reptile, amfibieni și pești.

## Obiective pe Valea Mostiștei

### Arheologie

Siturile arheologice de pe Valea Mostiștei -- Boian, Gumelnița, Hallstatt, Cernavodă, La Tène, Sântana de Mureș, Dridu etc.
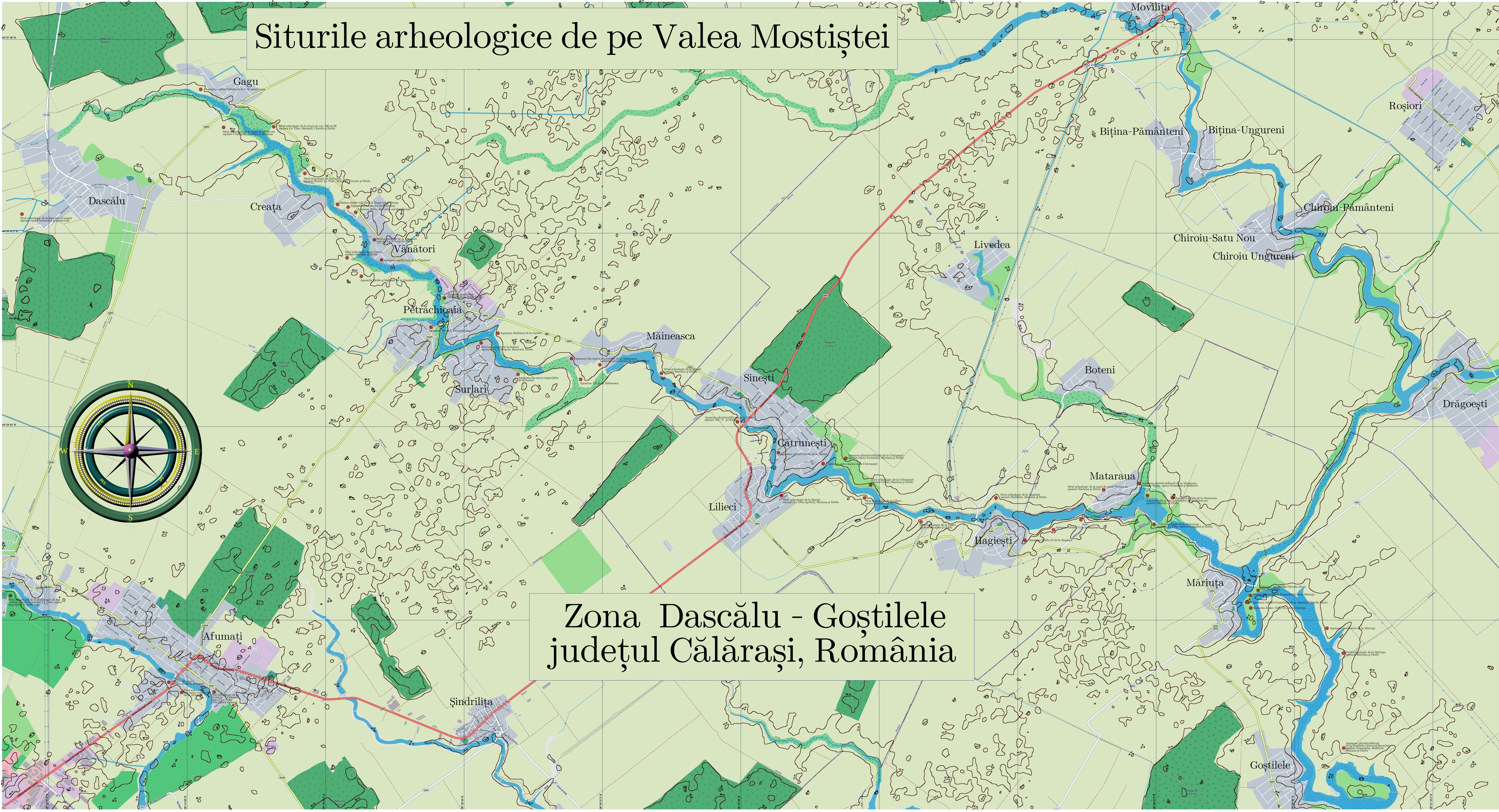
... zona Dascălu - Gostilele
... zona Cojești/Gostilele - Gurbănești
... zona Gurbănești-Valea Argovei-Frăsinet
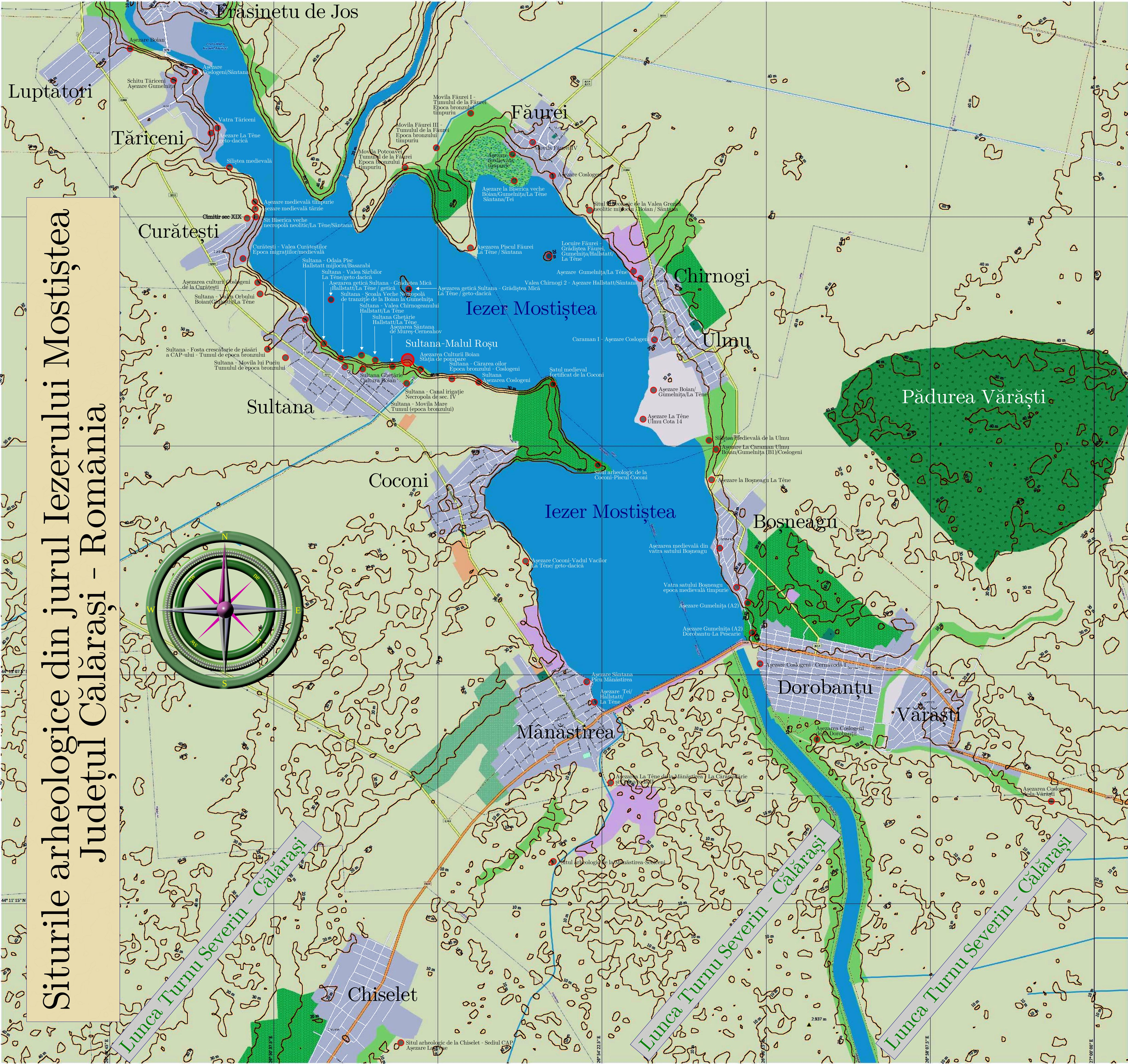
... din jurul Iezerului Mostiștea

#### Cultura Boian
Cultura Boian aparține neoliticului mijlociu și recent în parte contemporană cu cultura Hamangia și împărțită în patru etape; ultima, numită Spanțov, datează din prima jumătate a mileniului V î.H. Cultura Boian precede cultura Gumelnița și datează din epoca neolitică, iar primele fragmente de tip Boian au fost descoperite de G. Westen în anul 1867, cu prilejul săpăturilor efectuate în apropiere de satul Brăduț din județul Brașov. Pe Valea Mostiștei sunt următoarele situri arheologice:

| Cod LMI                                                                                  | Denumire                                                            | Localitate                               | Localizare | Datare, Creatori                           | Imagine               | Erori             |
| ---------------------------------------------------------------------------------------- | ------------------------------------------------------------------- | ---------------------------------------- | --- | ------------------------------------------ | --------------------- | ----------------- |
| CL-I-s-A-14579                                                                           | Necropolă                                                           | sat Sultana; comuna Mânăstirea           | „Valea Orbului”, la circa 2 km est de satul Sultana, aproape de satul Curătești la gura unei văioage ce dă spre lacul Mostiștea                             | Neolitic, cultura Boian                    | Încarcă foto \| video | Raportează eroare |
| CL-I-m-B-14584.01 (RAN: 94615.01.01, 94615.01.02, 94615.01.03, 94615.01.04, 94615.01.05) | Așezare                                                             | sat Ulmu; comuna Ulmu                    | „La Caraman”, la marginea satului, pe malul lacului, la 200 m vest de Căminul de copii din Ulmu 44.25166°N 26.92798°E                                       | Neolitic, cultura Boian                    | Încarcă foto \| video | Raportează eroare |
| CL-I-m-B-14590.05                                                                        | Așezare                                                             | sat Vărăști; comuna Dorobanțu            | „Grindul Grădiștea Ulmilor”, la marginea de sud-est a satului Vărăști, în mijlocul fostului lac Boian, la 3 km sud de șoseaua Oltenița-Călărași             | Neolitic, cultura Boian                    | Încarcă foto \| video | Raportează eroare |
| CL-I-m-B-14590.06                                                                        | Necropolă                                                           | sat Vărăști; comuna Dorobanțu            | „Grindul Grădiștea Ulmilor”, la marginea de sud-est a satului Vărăști, în mijlocul fostului lac Boian, la 3 km sud de șoseaua Oltenița-Călărași             | Neolitic, cultura Boian                    | Încarcă foto \| video | Raportează eroare |
| CL-I-m-B-14591.03                                                                        | Așezare tip tell                                                    | sat Vlădiceasca; comuna Valea Argovei    | „Gherghelăul Mic”, la sud-vest de sat, ostroave inundate, în mijlocul lacului Frăsinet.                                                                     | Neolitic, cultura Boian                    | Încarcă foto \| video | Raportează eroare |
| CL-I-m-B-14592.03                                                                        | Așezare tip tell                                                    | sat Vlădiceasca; comuna Valea Argovei    | „Gherghelăul Mare”, la SV de sat, ostroave inundate, în mijlocul lacului Frăsinet                                                                           | Neolitic, cultura Boian                    | Încarcă foto \| video | Raportează eroare |
| CL-I-m-B-14558.02 (RAN: 105730.01.01)                                                    | Așezare                                                             | sat Lunca; comuna Valea Argovei          | „La grădini”, pe malul de vest al lacului Frăsinet (fost Obilești) 44.34925°N 26.7677°E                                                                     | Neolitic, Cultura Boian, faza Bolintineanu | Încarcă foto \| video | Raportează eroare |
| (RAN: 104216.03 Fișă cimec)                                                              | Așezarea culturii Boian de la Sultana - Stația de irigație Sultanau | sat Sultana-Malu Roșu; comuna Mânăstirea | În locul unde este construit astăzi Sistemul de irigație Sultana - Curcani și anexele gospodărești, malul drept al lacului Mostiștea. 44.26026°N 26.87018°E | Neolitic, cultura Boian                    | Încarcă foto \| video | Raportează eroare |
| (RAN: 104216.06 Fișă cimec)                                                              | Necropolă la Situl arheologic de la Sultana-Malu Roșu               | sat Sultana-Malu Roșu; comuna Mânăstirea | Situl se află la 300 m nord-est de sat, pe malul de sud al lacului Mostiștea. 44.26133°N 26.86968°E                                                         | Neolitic, cultura Boian                    | Încarcă foto \| video | Raportează eroare |

#### Cultura Gumelnița
În lipsa unor izvoare documentare scrise, din cauză că perioada analizată se află în preistorie, cunoașterea vieții comunităților neo-eneolitice s-au confruntat dintotdeauna cu problemele dificile ale căutărilor arheologice. De aceea o săpătură/excavație de bună calitate se constituie a fi cea mai importantă dintre etapele cercetării arheologice. Valea râului Mostiștea a fost în prim-planul atenției arheologiei din România de la începutul secolului al XX-lea, ea făcând parte din zonele cele mai intens studiate de arheologi, vizate fiind artefactele care aparțin Culturii Gumelnița.
- Vezi articolul principal Cultura Gumelnița de pe valea Mostiștei

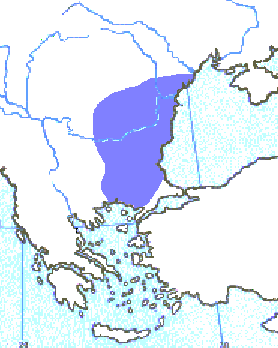
Teritoriul pe care îl ocupa cultura gumelnița-kocadermen-karanovo.

Cercetările au debutat cu investigațiile lui Vladimir Dumitrescu și Radu Vulpe și apoi cu prima cercetare științifică a lui Vladimir Dumitrescu și Ioan Andrieșescu din al doilea deceniu al secolului al XX-lea. Totul a continuat cu săpăturile aleatoare ale lui Dinu V. Rosetti și cu escapadele de colectare de materiale ale lui Barbu Ionescu. Au urmat apoi, unele cercetări făcute sporadic de muzeele din Oltenița și Călărași. Apogeul a avut loc în perioada anilor 1970 - 1989 când s-au făcut săpături de salvare arheologică derulate pe fondul unor lucrări de  îmbunătățiri funciare ale cursului râului. S-au format astfel, grupuri de arheologi care aparțineau instituțiilor de profil din România, așa cum au fost Constantin Isăcescu, Mihai Șimon, Cornel Bălcescu, Done Șerbănescu, George Trohani, etc.
După Revoluția din 1989, s-au continuat unele din săpături deja începute, așa cum au fost cele de la tell-ul de la Măriuța studiat de Mihai Șimon sau necropolele din Sultana-Valea Orbului unde a activat Done Șerbănescu. S-au reluat apoi, cercetările sistematice pentru așezările de tip tell aflate pe Mostiștea la Sultana-Malu Roșu și la Măriuța. Ele au fost coagulate în proiecte de cercetare arheologică multianuale și inter-disciplinare. La începutul mileniului al III-lea au fost reconsiderate unele proiecte mai vechi, așa cum au fost demersurile de repertoriere a siturilor neo-eneolitice de pe Mostiștea și cartarea lor.
De-a lungul anilor, așezările eneolitice de pe Valea Mostiștei au atras interesul arheologilor din București, Giurgiu, Oltenița și Călărași, fapt care a determinat o largă popularizare științifică prin numărul mare de publicații ce au fost dedicate acestora. Acest interes a adus și un dezavantaj logistic cauzat de o împrăștiere majoră a materialelor arheologice între diferitele instituții și muzeele care s-au ocupat efectiv de cercetări. Semnificativ de menționat este situația materialelor de la Sultana, care se regăsesc la Muzeul Național de Istorie a României, Institutul de Arheologie „Vasile Pârvan”, Muzeul Civilizației Gumelnița din Oltenița, Muzeul Dunării de Jos din Călărași, precum și la Muzeul Județean „Teohari Antonescu” din Giurgiu. În anul 2012 - 2013 au apărut date recente despre situl Sultana - Malu Roșu, tot 2012 informații noi despre bazinul Mostiștei, în 2013 informații noi despre tell-ul de la Vlădiceasca-Ghergălăul, în 2014 au fost publicate carnetele de șantier de la siturile Măriuța și Șeinoiu ale lui Mihai Șimon.

| Cod LMI                         | Denumire                                                         | Localitate                                        | Localizare | Datare, Creatori             | Imagine               | Erori             |
| ------------------------------- | ---------------------------------------------------------------- | ------------------------------------------------- | --- | ---------------------------- | --------------------- | ----------------- |
| (RAN: 104216.03 Fișă cimec)     | Așezare și necropolă la Situl arheologic de la Sultana-Malu Roșu | sat Sultana-Malu Roșu; comuna Mânăstirea          | Situl se află la 300 m nord-est de sat, pe malul de sud al lacului Mostiștea. 44.26133°N 26.86968°E                                             | Neolitic, cultura Gumelnița  | Încarcă foto \| video | Raportează eroare |
| CL-I-s-B-14528 (RAN: 94143.01)  | Așezare                                                          | sat Alexandru Odobescu; comuna Alexandru Odobescu | „Ostrovul Barza”, insulă inundabilă în partea de nord a satului Alexandru Odobescu, pe malul stâng al lacului Gălățui                           | Eneolitic, Cultura Gumelnița | Încarcă foto \| video | Raportează eroare |
| CL-I-s-B-14581 (RAN: 105516.01) | Așezare tip tell                                                 | sat Șeinoiu; comuna Tămădău Mare                  | „Movila din cimitir”, pe malul stâng al Mostiștei, vizavi de satul Șeinoiu, în vechiul cimitir 44.43945°N 26.58389°E                            | Eneolitic, cultura Gumelnița | Încarcă foto \| video | Raportează eroare |
| CL-I-m-B-14590.03               | Așezare                                                          | sat Vărăști; comuna Dorobanțu                     | „Grindul Grădiștea Ulmilor”, la marginea de sud-est a satului Vărăști, în mijlocul fostului lac Boian, la 3 km sud de șoseaua Oltenița-Călărași | Eneolitic, cultura Gumelnița | Încarcă foto \| video | Raportează eroare |
| CL-I-m-B-14590.04               | Necropolă                                                        | sat Vărăști; comuna Dorobanțu                     | „Grindul Grădiștea Ulmilor”, la marginea de sud-est a satului Vărăști, în mijlocul fostului lac Boian, la 3 km sud de șoseaua Oltenița-Călărași | Eneolitic, cultura Gumelnița | Încarcă foto \| video | Raportează eroare |
| CL-I-m-B-14591.02               | Așezare tip tell                                                 | sat Vlădiceasca; comuna Valea Argovei             | „Gherghelăul Mic”, la sud-vest de sat, ostroave inundate, în mijlocul lacului Frăsinet.                                                         | Eneolitic, cultura Gumelnița | Încarcă foto \| video | Raportează eroare |
| CL-I-m-B-14592.02               | Așezare tip tell                                                 | sat Vlădiceasca; comuna Valea Argovei             | „Gherghelăul Mare”, la sud-vest de sat, ostroave inundate, în mijlocul lacului Frăsinet                                                         | Eneolitic, Cultura Gumelnița | Încarcă foto \| video | Raportează eroare |

#### Cultura Cernavodă
| Cod LMI          | Denumire                                              | Localitate                               | Localizare                                                                                          | Datare, Creatori                      | Imagine               | Erori             |
| ---------------- | ----------------------------------------------------- | ---------------------------------------- | --------------------------------------------------------------------------------------------------- | ------------------------------------- | --------------------- | ----------------- |
| (RAN: 104216.03) | Necropolă la Situl arheologic de la Sultana-Malu Roșu | sat Sultana-Malu Roșu; comuna Mânăstirea | Situl se află la 300 m nord-est de sat, pe malul de sud al lacului Mostiștea. 44.26133°N 26.86968°E | Neolitic, cultura Cernavodă           | Încarcă foto \| video | Raportează eroare |
| (RAN: 104216.03) | Așezare la Situl arheologic de la Sultana-Malu Roșu   | sat Sultana-Malu Roșu; comuna Mânăstirea | Situl se află la 300 m nord-est de sat, pe malul de sud al lacului Mostiștea. 44.26133°N 26.86968°E | Epoca bronzului, cultura Cernavodă II | Încarcă foto \| video | Raportează eroare |

#### Cultura Hallstatt
| Cod LMI                               | Denumire                                            | Localitate                               | Localizare                                                                                          | Datare, Creatori                            | Imagine               | Erori             |
| ------------------------------------- | --------------------------------------------------- | ---------------------------------------- | --------------------------------------------------------------------------------------------------- | ------------------------------------------- | --------------------- | ----------------- |
| CL-I-m-B-14558.01 (RAN: 105730.01.02) | Necropolă de incinerație                            | sat Lunca; comuna Valea Argovei          | „La grădini”, pe malul de vest al lacului Frăsinet (fost Obilești) 44.34925°N 26.7677°E             | Hallstatt timpuriu, Cultura aspectul Mediaș | Încarcă foto \| video | Raportează eroare |
| (RAN: 104216.03)                      | Așezare la Situl arheologic de la Sultana-Malu Roșu | sat Sultana-Malu Roșu; comuna Mânăstirea | Situl se află la 300 m nord-est de sat, pe malul de sud al lacului Mostiștea. 44.26133°N 26.86968°E | Hallstatt                                   | Încarcă foto \| video | Raportează eroare |

#### Cultura La Tène
| Cod LMI                                                                         | Denumire                  | Localitate                            | Localizare | Datare, Creatori | Imagine               | Erori             |
| ------------------------------------------------------------------------------- | ------------------------- | ------------------------------------- | --- | ---------------- | --------------------- | ----------------- |
| CL-I-s-B-14543 (RAN: 104207.01)                                                 | Necropolă                 | sat Coconi; comuna Mânăstirea         | „Piscul Coconi”, bot de terasă pe malul drept al Iezerului Mostiștea 44.24658°N 26.90789°E                                                                                 | Cultura La Tène  | Încarcă foto \| video | Raportează eroare |
| CL-I-s-B-14544 (RAN: 104207.02)                                                 | Așezare                   | sat Coconi; comuna Mânăstirea         | „Vadul Vacilor”, la vest de satul Coconi, pe terasa inaltă a lacului Mostiștea, la marginea de vest a unei văioage                                                         | Cultura La Tène  | Încarcă foto \| video | Raportează eroare |
| CL-I-s-B-14547 (RAN: 103595.01)                                                 | Așezare                   | sat Coțofanca; comuna Gurbănești      | La nord de sat, pe malul drept al Mostiștei, pe o suprafață de 3,5 ha. 44.3675°N 26.70139°E                                                                                | Cultura La Tène  | Încarcă foto \| video | Raportează eroare |
| CL-I-s-B-14553 (RAN: 103577.01)                                                 | Așezare                   | sat Gurbănești; comuna Gurbănești     | La est de sat, pe terasa lacului Mostiștea 44.36889°N 26.69444°E | Cultura La Tène  | Încarcă foto \| video | Raportează eroare |
| CL-I-s-B-14561 (RAN: 104190.01)                                                 | Așezare                   | sat Mânăstirea; comuna Mânăstirea     | „La Cărămidărie”, la sud de iezerul Mostiștea 44.2025°N 26.90847°E | Cultura La Tène  | Încarcă foto \| video | Raportează eroare |
| CL-I-s-A-14580 (RAN: 104216.02)                                                 | Așezare                   | sat Sultana; comuna Mânăstirea        | „Ghețărie”, în partea deesta satului Sultana, pe malul lacului Mostiștea, pe Valea lui Malciu 44.26211°N 26.86444°E                                                        | Cultura La Tène  | Încarcă foto \| video | Raportează eroare |
| CL-I-s-B-14582 (RAN: 105455.01, 105464.01)                                      | Așezare                   | sat Tămădău Mare; comuna Tămădău Mare | „Valea Călugărească”, pe malul stâng al Mostiștei, la 2 km sud de comuna Tămădăul Mare, pe o terasă înclinată spre sud-est, pe partea dreaptă a văii 44.45889°N 26.58306°E | Cultura La Tène  | Încarcă foto \| video | Raportează eroare |
| CL-I-m-B-14583.01 (RAN: 105614.01.01, 105614.01.02)                             | Așezare                   | sat Ulmeni; comuna Ulmeni             | „Terasa Dunării”, în partea de sud-est a satului, între Tăușanca și Valea lui Soare 44.14389°N 26.74222°E                                                                  | Cultura La Tène  | Încarcă foto \| video | Raportează eroare |
| CL-I-s-B-14585 (RAN: 94615.02)                                                  | Așezare                   | sat Ulmu; comuna Ulmu                 | pemaluldeestallacului Mostiștea, la circa 400 m sud- vest de sat 44.25667°N 26.91408°E                                                                                     | Cultura La Tène  | Încarcă foto \| video | Raportează eroare |
| CL-I-s-B-14586 (RAN: 94615.03)                                                  | Așezare                   | sat Ulmu; comuna Ulmu                 | „Cota 14”, pe malul de est al lacului Mostiștea, la sud-vest de satul Ulmu, la cotitura de mal cu cota 14 44.25361°N 26.91244°E                                            | Cultura La Tène  | Încarcă foto \| video | Raportează eroare |
| CL-I-m-B-14591.01 (RAN: 105767.01.01, 105767.01.02, 105767.01.03, 105767.01.04) | Așezare tip tell          | sat Vlădiceasca; comuna Valea Argovei | „Gherghelăul Mic”, la sud-vest de sat, ostroave inundate, în mijlocul lacului Frăsinet. 47.34239°N 26.793°E                                                                | Cultura La Tène  | Încarcă foto \| video | Raportează eroare |
| CL-I-s-B-14592                                                                  | Tell-ul de la Vlădiceasca | sat Vlădiceasca; comuna Valea Argovei | „Gherghelăul Mare”, la sud-vest de sat, ostroave inundate, în mijlocul lacului Frăsinet                                                                                    | Cultura La Tène  | Încarcă foto \| video | Raportează eroare |
| CL-I-m-B-14592.01 (RAN: 105767.02.01, 105767.02.02, 105767.02.03)               | Așezare tip tell          | sat Vlădiceasca; comuna Valea Argovei | „Gherghelăul Mare”, la sud-vest de sat, ostroave inundate, în mijlocul lacului Frăsinet 44.34204°N 26.79306°E                                                              | Cultura La Tène  | Încarcă foto \| video | Raportează eroare |

#### Cultura Sântana de Mureș - Cerneahov
În România, Cultura Sântana de Mureș-Cerneahov este răspândită pe toată suprafața teritoriului carpato-dunărean cu excepția Dobrogei. La Sântana de Mureș au fost făcute săpături arheologice în anul 1903 de către I. Kovacs. Pe atunci localitatea era un sat în proximitatea Târgu Mureșului, astăzi ea face parte din oraș ca suburbie a municipiului. A fost descoperită o necropolă de înhumație datată în secolul al IV-lea e.n. Au fost scoase la lumină inventare bogate de două tipuri de ceramică: din pastă grosolană sub formă de borcan fără decorațiuni și ceramică cenușie, fină, ce are profile unghiulare și un decor lustruit.
Cultura Sântana a fost datată între ultima jumătate a secolului al III-lea e.n. și mijlocul secolului al V-lea e.n. În România, ea a fost pusă în legătură cu perioada de dominație a goților după momentul în care s-au retras trupele administrației romane din Dacia. Excavațiile arheologice au scos la iveală așezări deschise de agricultori unde bordeiele au fost identificate la suprafață în Trușești, Botoșani, Glăvăneștii Vechi și Fundenii Doamnei. Populația practica creșterea animalelor, agricultura și diferite meșteșuguri din care au reieșit probe materiale ca ceramica, prelucrarea lemnului, orfevrăria, etc. Ceramica a fost atestată de cuptoare de tip vertical cu placă perforată ce despărțea camera în care se făcea focul de camera de ardere. De asemenea sunt documentate folosirea monedei și schimburile comerciale cu Imperiul roman. Pe Valea Mostiștei sunt următoarele situri arheologice:

| Cod LMI | Denumire | Localitate | Localizare | Datare, Creatori | Imagine | Erori |
| ------- | -------- | ---------- | ---------- | ---------------- | ------- | ----- |

| Cod LMI                     | Denumire                                                                       | Localitate                               | Localizare | Datare, Creatori                                      | Imagine               | Erori             |
| --------------------------- | ------------------------------------------------------------------------------ | ---------------------------------------- | --- | ----------------------------------------------------- | --------------------- | ----------------- |
| (RAN: 104216.07 Fișa cimec) | Așezarea culturii Sântana de Mureș-Cerneahov de la Sultana - Terasa Malul Roșu | sat Sultana-Malu Roșu; comuna Mânăstirea | În partea de NE a satului Sultana, pe malul lacului Mostiștea, în imediata vecinătate a sitului "Malul Roșu". 44.26052°N 26.86696°E | Epoca migrațiilor, cultura Sântana de Mureș-Cerneahov | Încarcă foto \| video | Raportează eroare |

### Monumente istorice
| Cod LMI                               | Denumire                                                          | Localitate                            | Localizare | Datare, Creatori                          | Imagine               | Erori             |
| ------------------------------------- | ----------------------------------------------------------------- | ------------------------------------- | --- | ----------------------------------------- | --------------------- | ----------------- |
| CL-I-m-B-14578                        | Ruinele curții brâncovenești de la Obilești                       | sat Siliștea; comuna Valea Argovei    | Insula Dealul Beci 44.36732°N 26.76023°E | sec. XVIII                                | Încarcă foto \| video | Raportează eroare |
| CL-I-s-B-14556                        | Așezare                                                           | sat Lunca; comuna Valea Argovei       | La 800 m nord-vest de satul Lunca, pe terasa lacului Frăsinet (fost Obilești)                                                                                         | Neolitic                                  | Încarcă foto \| video | Raportează eroare |
| CL-I-s-B-14558 (RAN: 105730.01)       | Situl arheologic de la Lunca, punct „La grădini”                  | sat Lunca; comuna Valea Argovei       | „La grădini”, pe malul de vest al lacului Frăsinet (fost Obilești) | mileniul V a. Chr.                        | Încarcă foto \| video | Raportează eroare |
| CL-I-m-B-14534.02 (RAN: 105277.01.04) | Necropolă                                                         | sat Cetatea Veche; comuna Spanțov     | „La Grădiște”, la ieșirea din satul Cetatea Veche spre Ulmeni, lângă terenul de fotbal, la 300 m stânga de DN31                                                       | mileniul IV a. Chr.                       | Încarcă foto \| video | Raportează eroare |
| CL-I-m-B-14590.01                     | Așezare                                                           | sat Vărăști; comuna Dorobanțu         | „Grindul Grădiștea Ulmilor”, la marginea de sud-est a satului Vărăști, în mijlocul fostului lac Boian, la 3 km sud de șoseaua Oltenița-Călărași                       | Epoca fierului                            | Încarcă foto \| video | Raportează eroare |
| CL-I-m-B-14590.02                     | Necropolă                                                         | sat Vărăști; comuna Dorobanțu         | „Grindul Grădiștea Ulmilor”, la marginea de sud-est a satului Vărăști, în mijlocul fostului lac Boian, la 3 km sud de șoseaua Oltenița-Călărași                       | Epoca fierului                            | Încarcă foto \| video | Raportează eroare |
| CL-I-m-B-14584.02                     | Așezare                                                           | sat Ulmu; comuna Ulmu                 | „La Caraman”, la marginea satului, pe malul lacului, la 200 m vest de Căminul de copii din Ulmu                                                                       | Epoca bronzului târziu, Cultura Coslogeni | Încarcă foto \| video | Raportează eroare |
| CL-I-m-B-14569.02 (RAN: 103602.01.01) | Așezare                                                           | sat Preasna; comuna Gurbănești        | La nord de sat, pe malul stâng al Mostiștei | Epoca bronzului târziu                    | Încarcă foto \| video | Raportează eroare |
| CL-II-m-B-14680                       | Casa Tudor St. Ioan                                               | sat Coconi; comuna Mânăstirea         | | 1938                                      | Încarcă foto \| video | Raportează eroare |
| CL-IV-m-B-14742                       | Mormântul scriitorului Alexandru Sahia (1908-1937)                | sat Mânăstirea; comuna Mânăstirea     | pe partea stângă a DJ 303 spre satul Coconi | 1938                                      | Încarcă foto \| video | Raportează eroare |
| CL-II-m-B-14722                       | Biserica „Sf. Ierarh Nicolae”                                     | sat Tăriceni; comuna Frăsinet         | La marginea de est a satului, aproape de lacul Mostiștea | 1828 - 1830                               | Încarcă foto \| video | Raportează eroare |
| CL-II-m-B-14721 (RAN: 105525)         | Biserica „Sf. 40 de Mucenici”                                     | sat Tămădău Mic; comuna Tămădău Mare  | În nordul satului la intrarea dinspre DN3 | 1810, rep. 1890                           | Alte imagini          | Raportează eroare |
| CL-IV-s-B-14741                       | Locul luptei din războiul ruso-turc (1806-1812)                   | sat Lunca; comuna Valea Argovei       | „Malul Bătăliei”, la vest de sat | 1806 - 1812                               | Încarcă foto \| video | Raportează eroare |
| CL-IV-m-B-14736                       | Cruce de piatră                                                   | sat Dârvari; comuna Tămădău Mare      | Lângă biserică | 1728                                      | Încarcă foto \| video | Raportează eroare |
| CL-II-a-B-14681 (RAN: 103586.01)      | Schitul Codreni                                                   | sat Codreni; comuna Gurbănești        | Sub apele acumulării Mostiștea | 1678                                      |                       | Raportează eroare |
| CL-II-m-B-14681.01                    | Biserica „Schimbarea la față”                                     | sat Codreni; comuna Gurbănești        | Sub apele acumulării Mostiștea | 1678                                      | Încarcă foto \| video | Raportează eroare |
| CL-II-m-B-14681.02                    | Chilii                                                            | sat Codreni; comuna Gurbănești        | Sub apele acumulării Mostiștea | 1678                                      | Încarcă foto \| video | Raportează eroare |
| CL-II-m-B-14681.03                    | Turn clopotniță                                                   | sat Codreni; comuna Gurbănești        | Sub apele acumulării Mostiștea | 1678                                      | Încarcă foto \| video | Raportează eroare |
| CL-II-m-B-14681.04                    | Zid de incintă                                                    | sat Codreni; comuna Gurbănești        | Sub apele acumulării Mostiștea | 1678                                      | Încarcă foto \| video | Raportează eroare |
| CL-IV-m-B-14745                       | Cruce de piatră                                                   | sat Ostrovu; comuna Valea Argovei     | | 1651                                      | Încarcă foto \| video | Raportează eroare |
| CL-II-m-A-14691                       | Biserica „Sf. Dumitru și Sf. Nestor”                              | sat Mânăstirea; comuna Mânăstirea     | în centrul comunei la intersecția DJ 303 | 1648 - 1660                               | Alte imagini          | Raportează eroare |
| CL-I-s-B-14569 (RAN: 103602.01)       | Situl arheologic de la Preasna                                    | sat Preasna; comuna Gurbănești        | La nord de sat, pe malul stâng al Mostiștei |                                           | Încarcă foto \| video | Raportează eroare |
| CL-I-s-B-14584                        | Așezarea de la Ulmu                                               | sat Ulmu; comuna Ulmu                 | „La Caraman”, la marginea satului, pe malul lacului, la 200 m vest de Căminul de copii din Ulmu                                                                       |                                           | Încarcă foto \| video | Raportează eroare |
| CL-I-s-B-14590 (RAN: 93478.01)        | Situl arheologic de la Vărăști, punct „Grindul Grădiștea Ulmilor” | sat Vărăști; comuna Dorobanțu         | „Grindul Grădiștea Ulmilor”, la marginea de sud-est a satului Vărăști, în mijlocul fostului lac Boian, la 3 km sud de șoseaua Oltenița-Călărași 44.17553°N 27.21714°E |                                           | Încarcă foto \| video | Raportează eroare |
| CL-I-s-B-14591                        | Situl arheologic de la Vlădiceasca, punct „Gherghelăul Mic”       | sat Vlădiceasca; comuna Valea Argovei | „Gherghelăul Mic”, la sud-vest de sat, ostroave inundate, în mijlocul lacului Frăsinet.                                                                               |                                           | Încarcă foto \| video | Raportează eroare |
| CL-II-m-B-14717 (RAN: 105758)         | Casă boierească                                                   | sat Siliștea; comuna Valea Argovei    | Între satul Dănești șicom. Lupșanu, pe valea pârâului Argova 44.36107°N 26.8522°E                                                                                     | sec. XVIII                                | Încarcă foto \| video | Raportează eroare |
| CL-I-s-B-14557 (RAN: 105730.02)       | Așezare                                                           | sat Lunca; comuna Valea Argovei       | „Pe coastă”, la 500 m de sat, pe terasa înaltă a râului Mostiștea, pe malul drept 44.33894°N 26.77808°E                                                               | sec. IV - III a. Chr.                     | Încarcă foto \| video | Raportează eroare |
| CL-IV-m-B-14726                       | Cruce de piatră                                                   | sat Arțari; comuna Ileana             | la 1,2 km sud-vest de marginea de vest a satului, la 200 m vest de șoseaua Ileana-Arțari, în apropierea unei stații de irigații.                                      | sec. XIX                                  | Încarcă foto \| video | Raportează eroare |
| CL-IV-m-B-14748                       | Cruce de hotar                                                    | sat Coțofanca; comuna Gurbănești      | în centrul satului la intersecția DJ 303 Valea Argovei-Sărulești cu drumul spre biserica din Coțofanca 44.3806°N 26.702°E                                             | sec. XIX                                  | Alte imagini          | Raportează eroare |
| CL-IV-a-B-14755                       | Ansamblu de cruci de piatră                                       | sat Ulmu; comuna Ulmu                 | Pe locul vechii biserici a satului, la marginea de vest a satului Ulmu, pe malul lacului în curtea locuitoarei Bratu Ioana                                            | sec. XIX                                  | Încarcă foto \| video | Raportează eroare |
| CL-I-s-B-14550 (RAN: 94633.01)        | Așezare                                                           | sat Făurei; comuna Ulmu               | „Grădiștea Mică”, insulă în mijlocul lacului Mostiștea, la 200 m de satul Făurei                                                                                      | sec. IV-I a. Chr.                         | Încarcă foto \| video | Raportează eroare |

## Știați că...

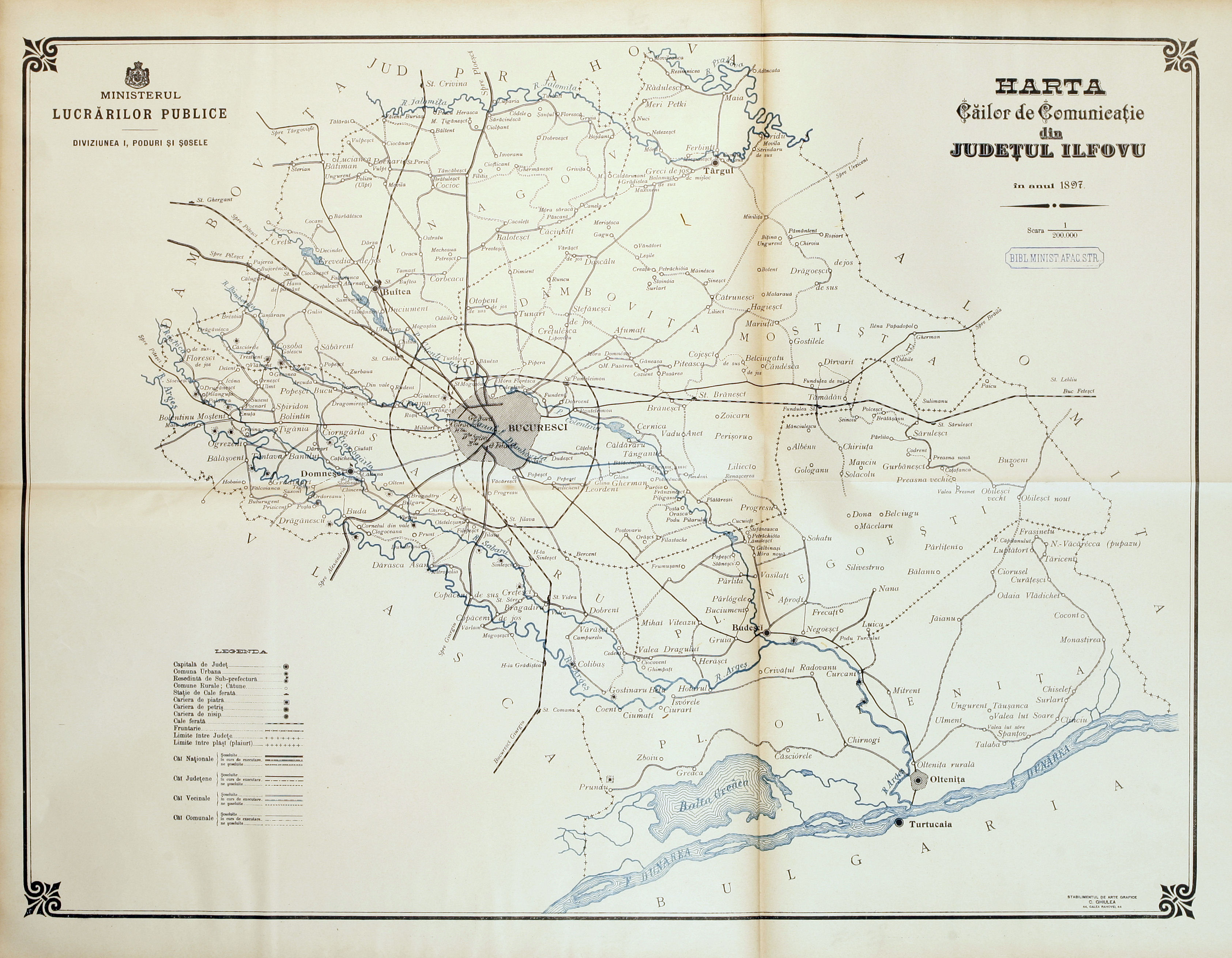
Plasa Dâmbovița-Mostiștea pe Harta județului Ilfov antebelic, în Atlasul Căilor de Comunicații din 1897

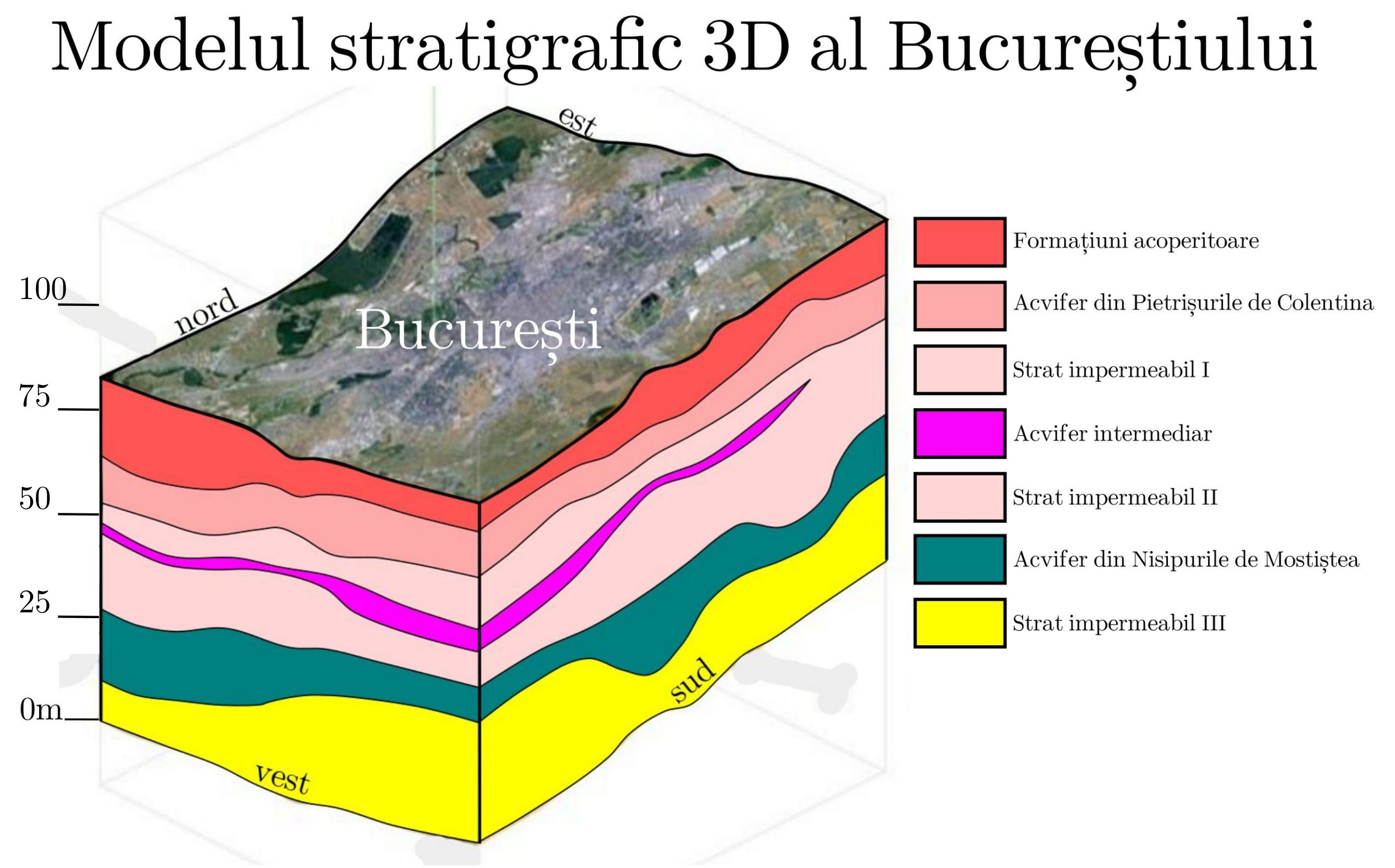
Nisipurile de Mostiștea în stratigrafia Bucureștiului

- numele de Mostiștea a fost purtat de o plasă din Județul Ilfov (antebelic) care a fost comasată în plasa Dâmbovița-Mostiștea în data de 1 aprilie 1882. Subprefectura a fost mutată de la reședința sa din cătunul Fierbinți-Tîrgul (comuna Fierbinți) în comuna Pantelimon. Plasa Mostiștea era compusă din 70 de sate care aparțineau de 16 comune rurale Belciugatele-Cojești, Cătrunești-Mîineasca, Crângul-Fundulele, Creața-Leșile, Drăgoești-Biținele, Dridul-Sărindarele, Ferbinți-Stroești, Greci-Gradiștea, Hagiești-Măriunța, Ileana-Sulimanul, Maia, Meri-Petchi-Netezești, Micșunești-Greci, Rădulești-Resimnicea, Roșiori, Tămădăul-Dîrvari. Pe teritoriul plasei existau 48 de biserici în care slujeau 47 de preoți, un spital rural, un birou cu telegraf poștal, șase mori cu aburi, 24 de poduri stătătoare, 11 mori cu apă și 24 de mașini de treierat cu aburi. Pe întreg arealul erau 50 de heleșteie și o baltă. Zona a luat numele de Mostiștea deoarece valea uda partea de sud a teritoriului plasei.[64]
- imensul rezervor de vărsare în Dunăre poartă numele de Mostiștea, Iezerul sau Iezerul Mostiștea. Prin canalul Dorobanțul se varsă în Dunăre în fața ostrovului Albina.[64]
- un hibrid de porumb aparținând Institutului Național de Cercetare - Dezvoltare din Fundulea poartă numele de Mostiștea.[65]
- În Pleistocenul superior s-au depus mai multe straturi de nisipuri si pietrișuri. În bază a fost depus un orizont de nisipuri fine galbui-cenușii cu intercalații grezoase cunoscut sub denumirea de “Nisipurile de Mostiștea”. Bucureștiul se află amplasat în interiorul corpurilor de apă ROAG03 (Colentina) și ROAG11 (Nisipurile de Mostiștea) în partea de nord-vest.[66] Nisipurile de Mostiștea s‑au depus în continuitate peste Formațiunea de Coconi, însă pe un areal redus, în partea centrală a Platformei Moesice. Ele marchează încetarea subsidenței, ce a condus la depunerea sedimentelor argilo‑marnoase. Aceste nisipuri au până la 30 m grosime, fiind reprezentate prin silturi, nisipuri fine, rar grosiere, cu intercalații de pietrișuri.[67]